# Rodzina Vetulanich

Vetulaniowie w Sanoku, około 1910.
W pierwszym rzędzie, od lewej: Adam Vetulani (stoi), Helena Kunachowicz z domu Kadłubowska, Elżbieta Vetulani z domu Kunachowicz, Elżbieta Vetulani (siedzą);
w drugim rzędzie, od lewej stoją: Tadeusz, Maria, Kazimierz i Zygmunt Vetulani.

Vetulaniowie – polska rodzina, której członkowie zamieszkiwali na przestrzeni lat Bochnię, Wieliczkę, Sanok, Tarnów, Kraków, Lwów, Wiedeń, Warszawę, Poznań, Olsztyn, Milanówek, Bielsko, Katowice i inne miejscowości. Pośród Vetulanich byli naukowcy, nauczyciele, artyści, urzędnicy i wojskowi, między innymi bracia: Kazimierz, Zygmunt, Tadeusz i Adam; siostry: Zofia, Maria, Cecylia; historyk sztuki Armand Vetulani, psychofarmakolog Jerzy Vetulani, lingwista komputerowy Zygmunt Vetulani i artysta plastyk Tomasz Vetulani.

## Historia

### Pochodzenie
Istnieje szereg odrębnych, lecz częściowo zgodnych hipotez dotyczących pochodzenia rodziny Vetulanich, w większości przekazywanych w formie podań rodzinnych .
Jerzy Vetulani i Zygmunt Vetulani wskazywali w wywiadach, że rodzina Vetulanich pochodzi z Toskanii, a jej rodowód sięgać może czasów etruskich. Wersję o etruskim pochodzeniu rodziny podawał również Adam Vetulani. Vetulaniowie mogli zamieszkiwać Vetulonię, miejscowość w Etrurii; lub miasteczko Vettola, obecnie dzielnicę Pizy. Przedstawiciele rodziny byli geologami i zajmowali się górnictwem kopalin. Jeden z nich przeniósł się najprawdopodobniej w XVIII wieku do Europy Środkowej, i miał według podań rodzinnych prowadzić w Tatrach badania na zlecenie rządu Cesarstwa Austrii.
Jakób Vetulani, urodzony w 1752 roku w Chochołowie z ojca cudzoziemca – pater alienus, był pierwszym Vetulanim urodzonym na ziemi polskiej.
Pozostała we Włoszech część rodziny z czasem przyjęła zitalianizowaną formę nazwiska – Vettolani. Odległym krewnym Vetulanich jest włoski astrofizyk Giampaolo Vettolani.

### XIX wiek

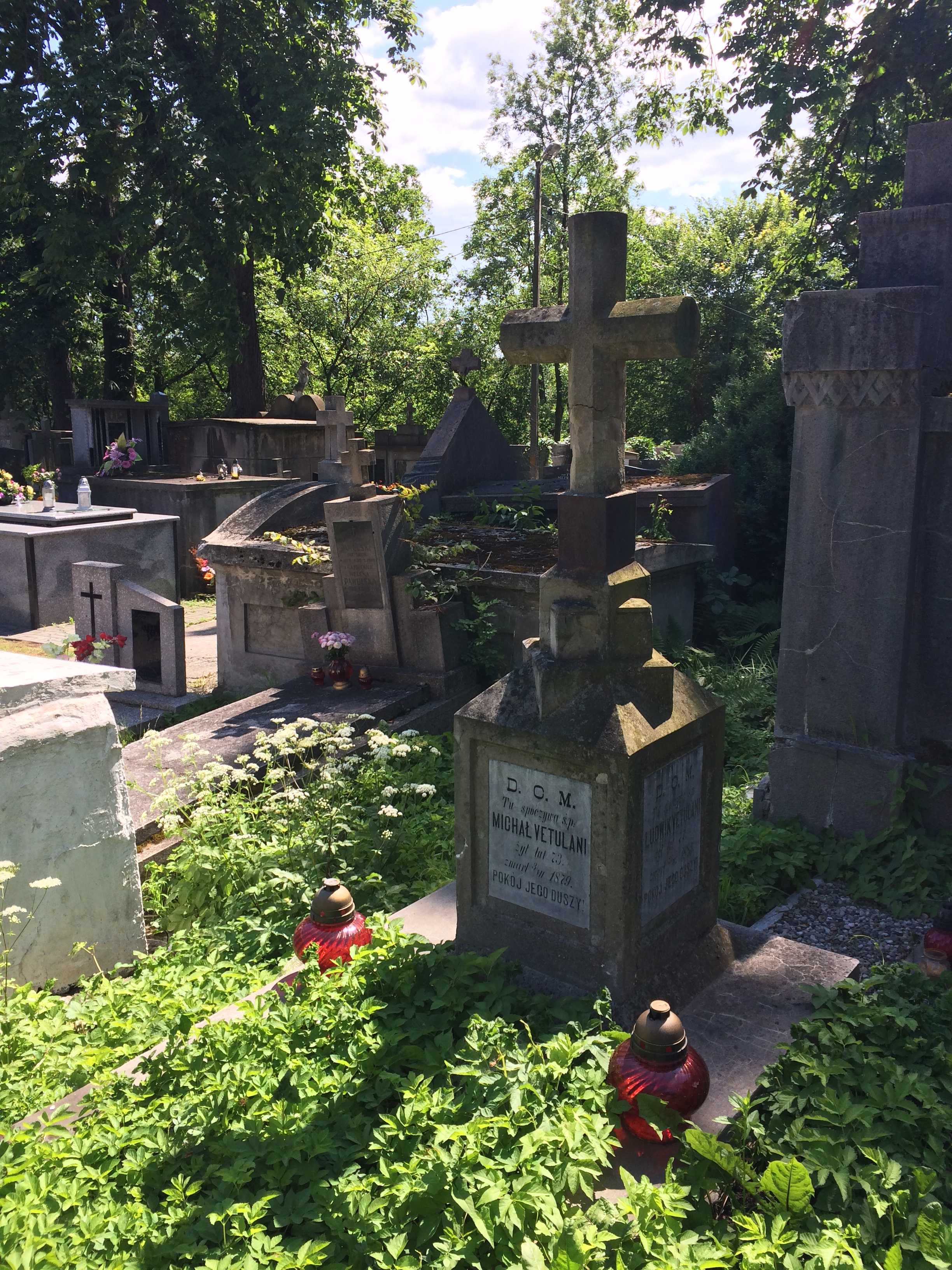
Grobowiec Vetulanich na cmentarzu miejskim w Bochni

Jakób Vetulani (ur. 1752, zm. 1816) początkowo pracował jako prosty robotnik (rębacz akordowy) w Bańskiej Bystrzycy. Później zamieszkał w Bochni, gdzie objął kierownicze stanowisko sztygara (c.k. steiger) w miejscowej kopalni soli. W tym czasie, po I rozbiorze polski w 1772, władze austriackie sprowadzały nowych pracowników „na stanowiska, z których rotowano pracowników rdzennie polskich”. W takich okolicznościach posadę objął mający zagraniczne korzenie Jakób Vetulani.
W kopalni soli w Bochni jest komora o nazwie Vetulani, leżąca pomiędzy poziomami V Lobkowicz i VI Sienkiewicz, wedle przekazów potomków nazwana właśnie na cześć Jakóba Vetulaniego.
Jakób Vetulani był dwukrotnie żonaty: po raz pierwszy z Moniką de Weyser, córką gubernatora Moraw; po raz drugi z Marianną Węgierkiewicz, córką prezydenta krajowego w Woźnikach na Górnym Śląsku.
Miał dzieci:

(z Moniką de Weyser)
- Ignacego Feliksa (1784–1792);
- Franciszkę (zamężną Goldberg)[6];
- Annę Marię (ur. 1793; zamężną Błońską)[6];

(z Marianną Węgierkiewicz)
- Teresę[6];
- Magdalenę (ur. 1800[14] lub 1802[6], zm. 1838), wstąpiła do zakonu sióstr benedyktynek w Staniątkach[6][14];
- Alojzego Jana[6] (ur. 1801, zm. 1865);
- Michała (ur. 19 września 1806[6], zm. 3 lipca 1879[15]);
- Ludwika Bernarda (ur. 1808, zm. 25 czerwca 1885[16]);
- Krystynę Annę (ur. 1810)[6];
- Mariannę Katarzynę (ur. 1814, zamężną Przyna);
- Jakuba (zm. 1842), pracował w bocheńskiej kopalni jako wagowy[6].

#### Potomkowie Jakóba Vetulaniego
Od tego czasu większość członkiń i członków rodziny zawierało małżeństwa z Polkami i Polakami, najczęściej z rodzin ziemiańskich, mieszczańskich, a później inteligenckich, co miało wpłynąć na „szybką polonizację i obyczaju, i przekonań, a także nasiąknięcie tradycjami wolnościowymi i patriotycznymi”.
Anna Vetulani poślubiła Jana Błońskiego, z którym miała córkę:
- Józefę Błońską, która 1 maja 1851 we Lwowie poślubiła Ignacego Kwiecińskiego, c.k. urzędnika, ekspedienta gazet[17].

Teresa Vetulani miała syna:
- Ignacego (ur. 25 września 1825 we Lwowie)[18].

Alojzy Vetulani poślubił w 1827 roku w Bochni Annę Werner (ur. 1809), córkę Teofila Gotlieba Wernera i Krystyny z Polków. Mieli dzieci:
- Józefa Marcina (ur. 1829);
- Amalię (ur. 8 sierpnia 1830)[19];
- Aleksandrę (ur. 9 lutego 1835)[19];
- Romana (ur. 1836)[20];
- Piotra Filipa (ur. 1 maja 1838)[19];
- Franciszka Beniamina (ur. 1840);
- Walerię (ur. 15 listopada 1841[d], zm. 2 maja 1908);
- Kamilę (ur. 11 lipca 1848, zm. 16 marca 1865)[20].

Michał Vetulani był inżynierem, pracował w kopalni soli w Bochni jako kontroler. 19 lutego 1840 w kościele w Bochni poślubił Franciszkę Śliwińską (ur. 1820, zm. 5 czerwca 1891), córkę Jana Śliwińskiego i Apolonii Prymusińskiej, i miał z nią sześcioro dzieci:
- Anielę (ur. 1 października 1841, zm. 7 stycznia 1899), żonę Karola Kocwy;
- Jana Mikołaja (ur. 5 grudnia 1843, zm. 31 grudnia 1918), buchaltera Kolei Żelaznej Nadwiślańskiej w Warszawie[21][22] oraz Towarzystwa Dobroczynności w Warszawie[23];
- Józefa (ur. 3 lutego 1845, zm. 19 września 1850);
- Romana (ur. 8 sierpnia 1849, zm. 12 sierpnia 1906), nauczyciela gimnazjalnego;
- Franciszka (ur. 15 listopada 1856, zm. 11 grudnia 1921), inżyniera melioranta;
- Józefę (ur. 4 lutego 1861, zm. 1940), po mężu Drozd.

Michał Vetulani zmarł 3 lipca 1879 i został pochowany na bocheńskim cmentarzu miejskim. W kolejnych latach do jego grobu dochowano: brata Ludwika i żonę Franciszkę. Ich nagrobek zachował się na przestrzeni kolejnych wieków.

##### Linia Alojzego Vetulaniego
Amalia Vetulani 10 lipca 1865 w Wieliczce poślubiła czterdziestojednoletniego Ludwika Augustyna Wipporicha, syna introligatora Henryka Wipporicha, wdowca po Elżbiecie Hofmaister.
Aleksandra Vetulani 12 października 1862 w Wieliczce poślubiła Józefa Hubeniaka lub Kubienioka (ur. 1831), z którym miała córkę:
- Marię Antoninę Kubieniok (ur. 7 czerwca 1863 w Wieliczce)[20].

Piotr Vetulani 10 lutego 1866 w Wieliczce poślubił Mariannę Boruszyńską (ur. 9 lipca 1845), córkę Teofila Boruszyńskiego i Amalii Jäckel, z którą miał syna:
- Franciszka Wojciecha (ur. 23 marca 1866 w Wieliczce)[20].

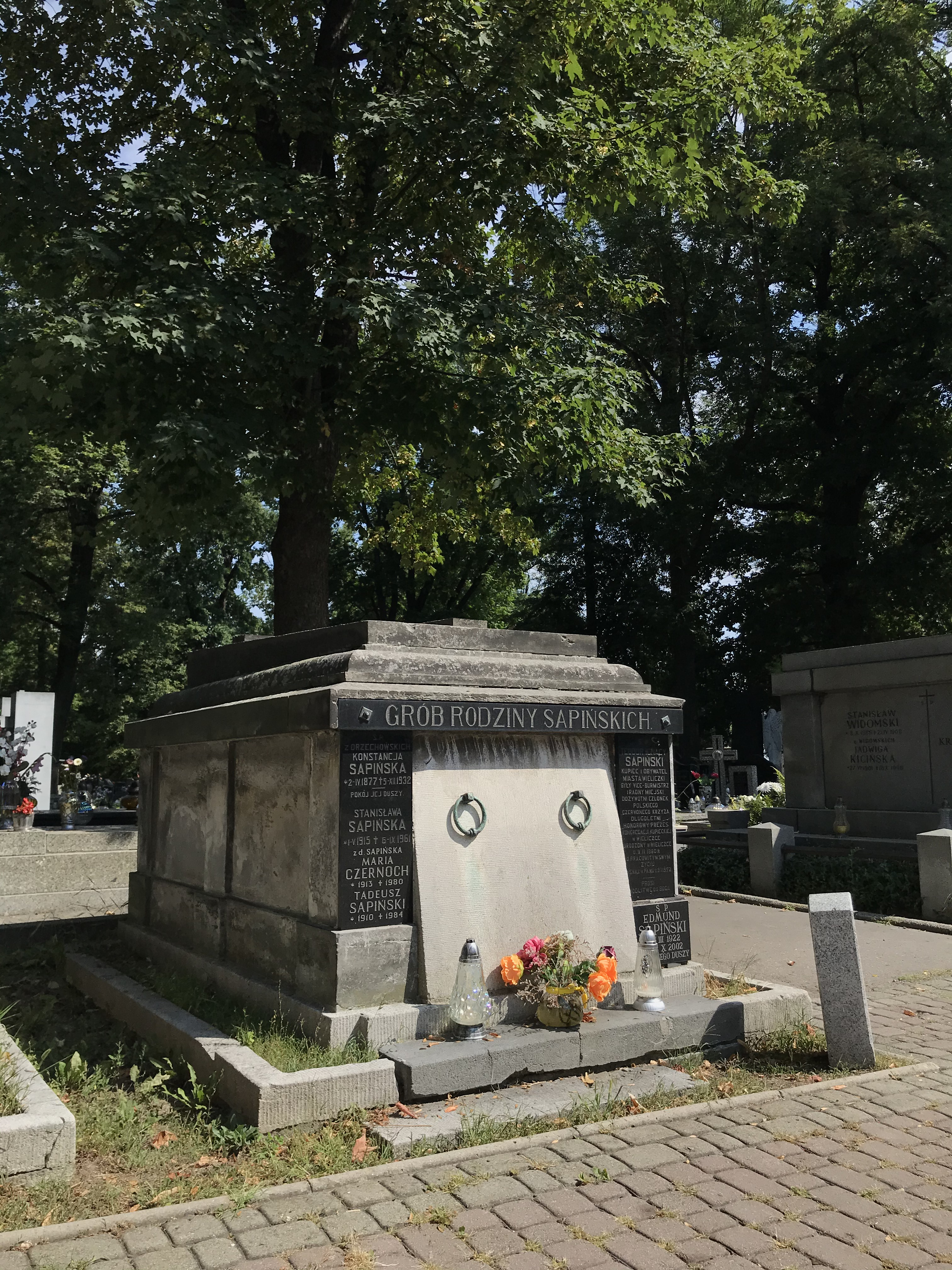
Grobowiec rodziny Sapińskich w Wieliczce, w którym złożono szczątki m.in. Walerii Vetulani i Teodora Sapińskiego

Waleria Vetulani 3 lutego 1866 w Wieliczce poślubiła Edmunda Sapińskiego (1841–1908), pracownika w kopalniach soli kolejno w Bochni i Wieliczce, na stanowisku starszego sztygara w kopalni wielickiej, z którym miała dzieci:
- Karolinę Antoninę Sapińską (ur. 1 grudnia 1866 w Wieliczce)[20];
- Stefanię Sapińską (ur. 26 grudnia 1867 w Wieliczce, zm. 19 lipca 1953)[20];
- Adama Feliksa Wojciecha Sapińskiego (ur. 20 listopada 1869 w Wieliczce, zm. 1943)[20];
- Michała Sapińskiego (ur. 6 lipca 1871 w Wieliczce, zm. 1918);
- Edmunda Sapińskiego (ur. 27 sierpnia 1872 w Wieliczce, zm. 14 maja 1959 w Krakowie);
- Marię Sapińską (ur. 2 sierpnia 1874 w Wieliczce, zm. 1920);
- Klemensa Sapińskiego (ur. 11 listopada 1876 w Wieliczce, zm. 14 października 1912);
- Marcelego Sapińskiego (ur. 20 października 1879 w Wieliczce, zm. 20 lipca 1959);
- Teodora Sapińskiego (ur. 9 listopada 1880 w Wieliczce, zm. 8 stycznia 1952 tamże), radnego i wiceburmistrza miasta Wieliczka[25][26];
- Helenę Sapińską (ur. 14 marca 1883 w Wieliczce, zm. 1915)
- Karola Sapińskiego (ur. 28 listopada 1884 w Wieliczce, zm. 18 lutego 1934 w Zakopanem);
- Henryka Sapińskiego (ur. 19 stycznia 1888 w Wieliczce, zm. 25 września 1913 w Podłężu).

Roman Vetulani poślubił 28 września 1867 w Krakowie Antoninę Jagielską, córką Andrzeja Jagielskiego i Katarzyny Rutkowskiej, z którą miał dzieci:
- Alojzego Wita (ur. 15 czerwca 1868 w Wieliczce)[20].

### XX wiek

#### Potomkowie Michała Vetulaniego

##### Linia Jana Vetulaniego

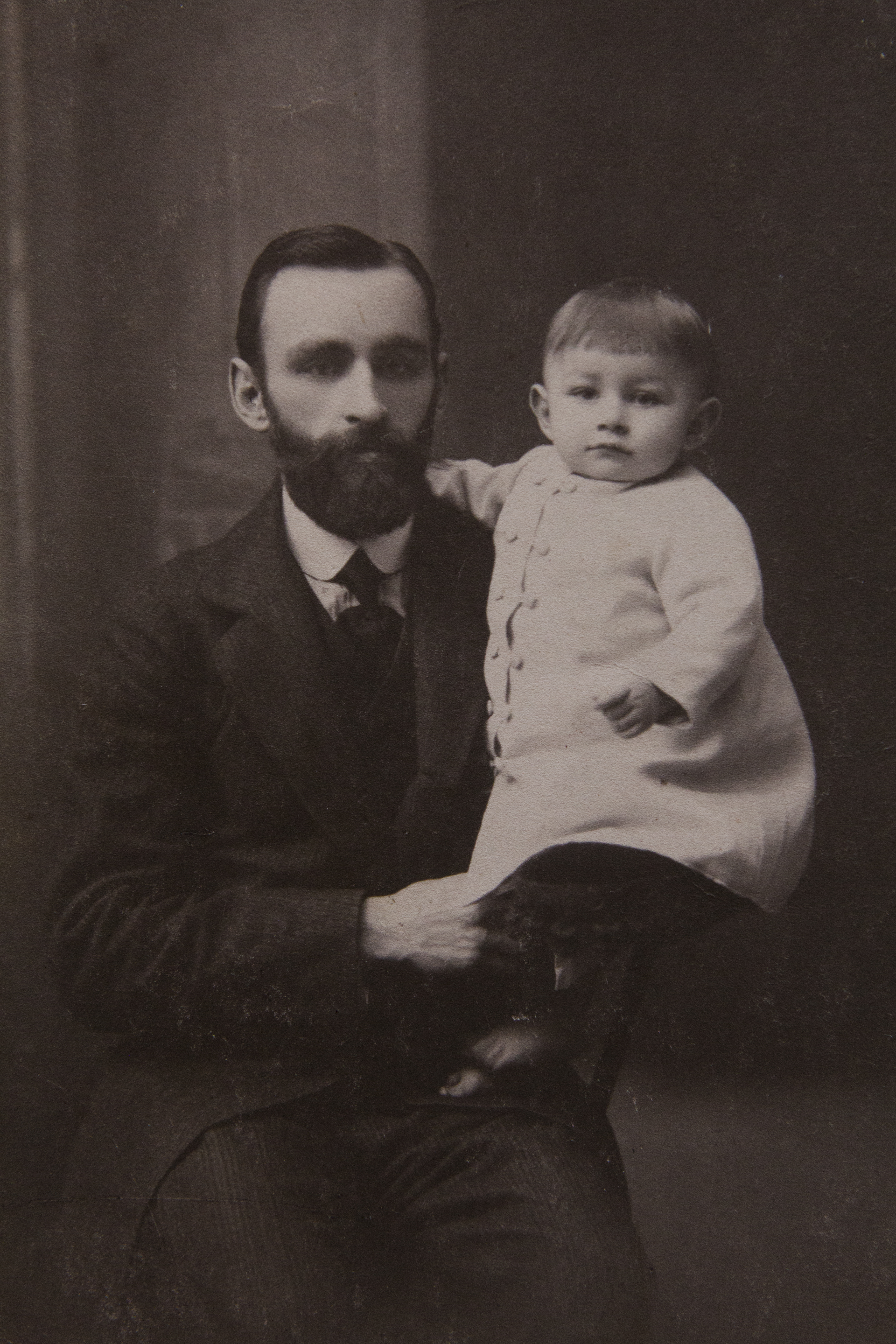
Eugeniusz Vetulani wraz z synem Armandem, około 1912

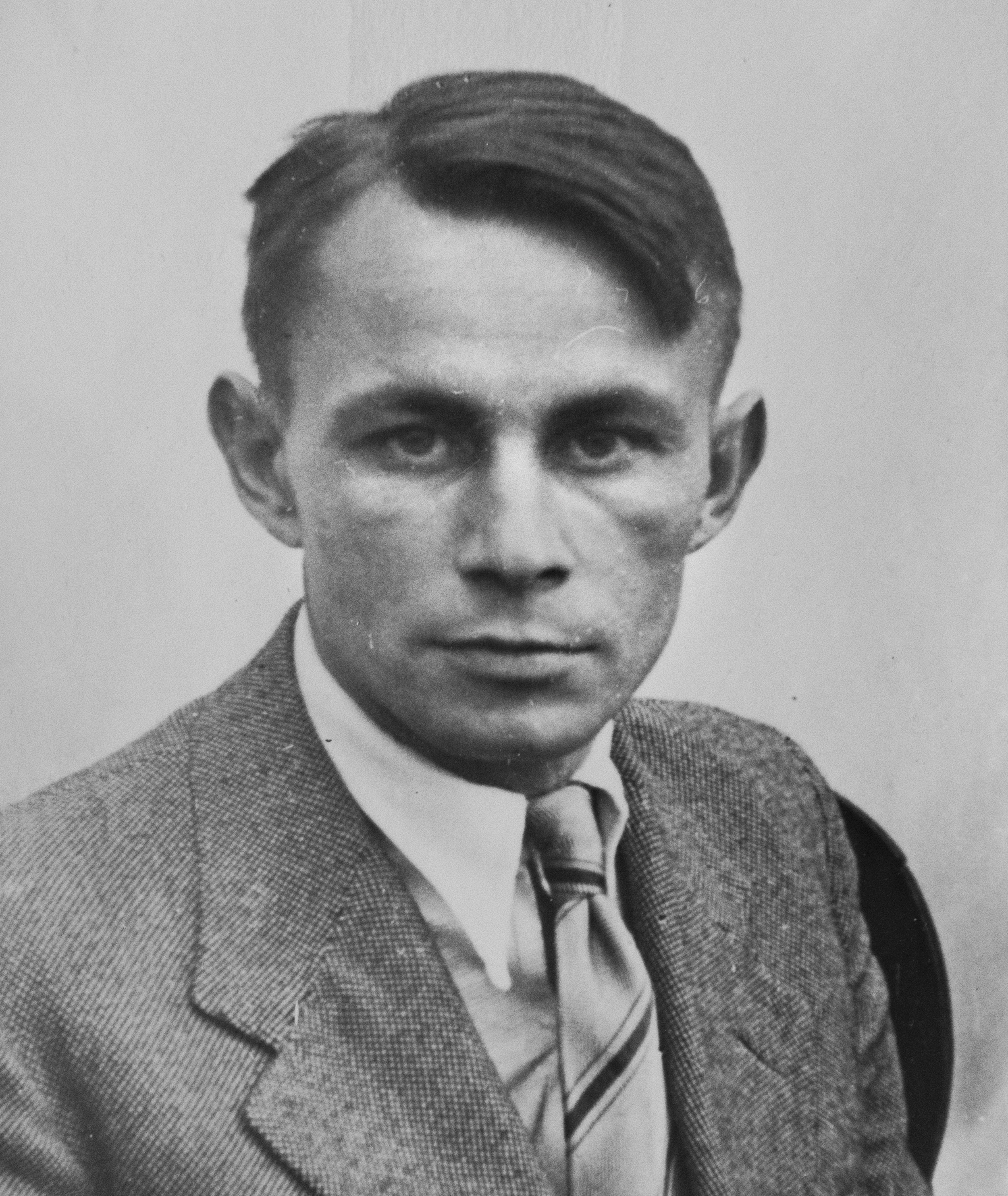
Armand Vetulani, lata 30. XX wieku

Jan Mikołaj Vetulani, najstarszy syn Michała, wyjechał do Warszawy, gdzie był buchalterem Kolei Żelaznej Nadwiślańskiej oraz Towarzystwa Dobroczynności w Warszawie i członkiem zarządu praskiego Towarzystwa Pożarniczo-Oszczędnościowego. W 1872 roku ożenił się z Natalią Czerską. Mieli czworo dzieci:
- Jana (ur. 25 lipca 1873, od 1883, tj. od I klasy uczył się w C. K. Gimnazjum w Sanoku[30], pozostając w tym czasie pod opieką swojego wuja, Romana Vetulaniego – tamtejszego profesora, zm. 23 lutego 1888 w Sanoku wskutek tyfusu, będąc wówczas uczniem V klasy, został pochowany na cmentarzu w Sanoku[31][22]);
- Edwarda (zmarł śmiercią samobójczą);
- Eugeniusza Stanisława (ur. 23 listopada 1883, zm. 1941);
- Jadwigę Zofię (ur. 1885);
- Romana (ur. 1887 w Warszawie; figurował w spisie obcokrajowców sporządzonym przez policję w Antwerpii pomiędzy rokiem 1901 i 1915[32]).

Jan Vetulani zmarł 31 grudnia 1918 w Warszawie w wieku 76 lat i został pochowany na tamtejszym Cmentarzu Powązkowskim.
Jadwiga Vetulani 25 października 1903 poślubiła w Warszawie swojego kuzyna, inżyniera Władysława Czerskiego i miała z nim dwie córki:
- Wandę Czerską;
- Zofię Czerską (zamężną Michalską).

Eugeniusz Vetulani z małżeństwa ze Stefanią Gawędą (zm. 1926) doczekał się trzech synów:
- Armanda (ur. 16 grudnia 1909, zm. 3 kwietnia 1994), historyka sztuki;
- Zbigniewa (ur. 1911, zm. 1941);
- Eugeniusza juniora „Gajgę” (ur. 1919, zm. 1999).

Podczas II wojny światowej Eugeniusz senior oraz jego dwaj młodsi synowie zostali aresztowani przez Gestapo i umieszczeni w obozie koncentracyjnym Auschwitz-Birkenau. Ojciec oraz syn Zbigniew zginęli tam w 1941 r., natomiast najmłodszy Eugeniusz „Gajga” zdołał doczekać końca wojny.
Armand Vetulani, który jako jedyny uniknął uwięzienia przez cały okres okupacji wykładał na tajnych kompletach. Z tego okresu jako „wspaniałego nauczyciela” wspominała go Joanna Kulmowa, która po latach uczyniła z niego prototyp postaci Doriana w swojej powieści Trzy (1971). Po zakończeniu wojny Armand Vetulani pracował jako dyrektor artystyczny zakładów jedwabniczych w Milanówku. Był pomysłodawcą i organizatorem Centralnego Biura Wystaw Artystycznych w Warszawie, a także pierwszym dyrektorem tej placówki w latach 1949–1954. W latach 1954–1955 kierował nowo powstałą Pracownią Dokumentacji Plastyki Współczesnej w ramach Zakładu Historii i Teorii Sztuk Plastycznych Instytutu Sztuki PAN. Był autorem prac z zakresu historii sztuki, m.in. monografii o Wojciechu Gersonie. Już w podeszłym wieku poślubił swoją sekretarkę Barbarę. Zmarł bezdzietnie w 1994 r.

##### Linia Romana Vetulaniego

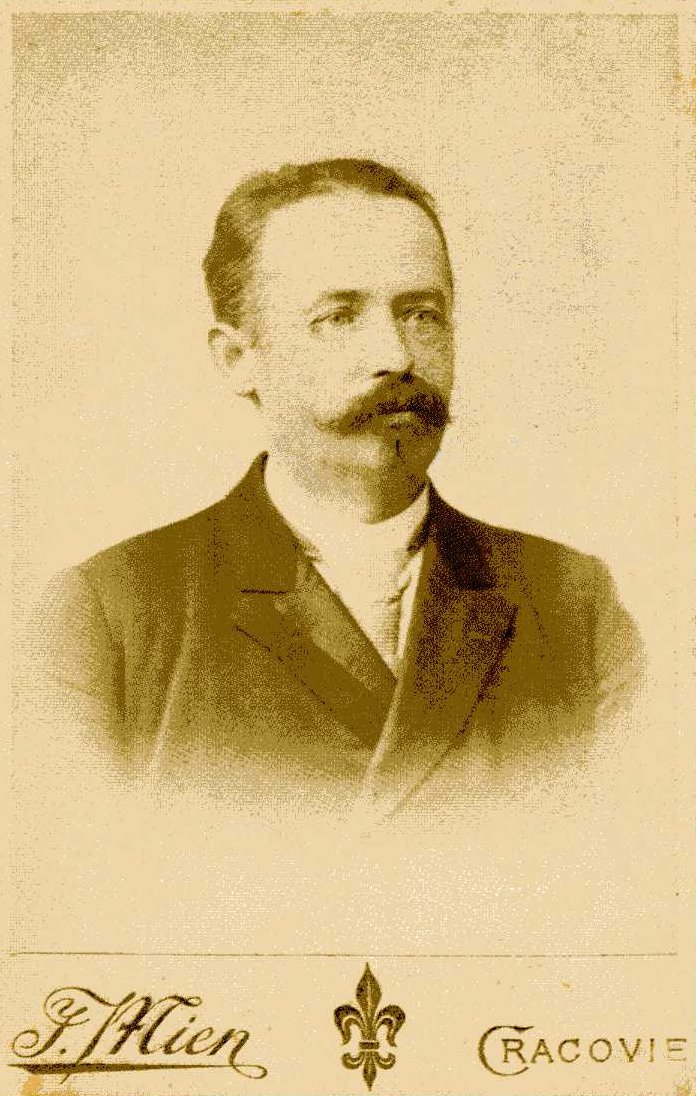
Roman Vetulani

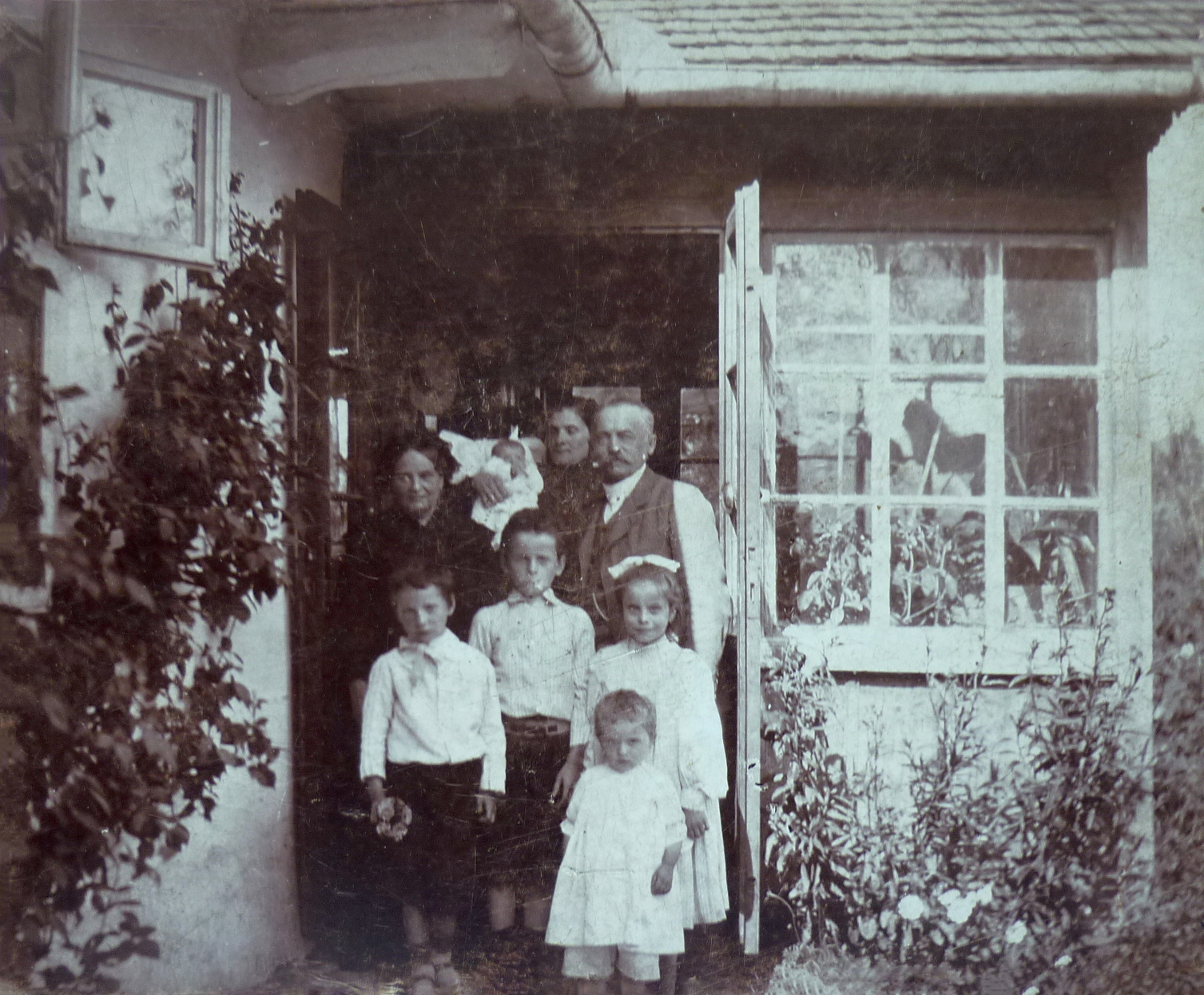
Roman Vetulani wraz z żoną Elżbietą z domu Kunachowicz, teściową Heleną Kunachowicz z domu Kadłubowską oraz swoimi dziećmi w Sanoku

Protoplastą linii profesorskiej rodziny Vetulanich był drugi syn Michała – Roman. Ukończył on gimnazjum w Bochni, a następnie wydział filologii klasycznej na Uniwersytecie Franciszkańskim we Lwowie. W 1875 zdobył tytuł kwalifikowanego nauczyciela szkół średnich. Pracował w niemieckim gimnazjum we Lwowie. W 1883 r. został przeniesiony na równorzędną posadę do Gimnazjum Męskiego w Sanoku, a w 1884 r. mianowany nauczycielem rzeczywistym. W sanockim gimnazjum uczył filologii klasycznej, języka łacińskiego, języka polskiego, języka greckiego, języka angielskiego, gimnastyki i kaligrafii. W 1887 został zatwierdzony na stałe w zawodzie nauczyciela i otrzymał tytuł c. k. profesora. Pełnił również funkcję radnego sanockiej Rady Miasta oraz był członkiem zwyczajnym Macierzy Szkolnej dla Księstwa Cieszyńskiego. Roman zmarł na zawał serca podczas wakacji w Zawoi 12 sierpnia 1906 r. i został pochowany na tamtejszym cmentarzu.
Roman Vetulani w 1883 roku poślubił Matyldę z Piszów (córkę Wawrzyńca Pisza), z którą miał jednego syna:
- Kazimierza (ur. 3 stycznia 1889, zm. 4 lipca 1941).

Po jej śmierci ożenił się z Elżbietą Kunachowicz, z którą miał pięcioro dzieci:
- Zygmunta (ur. 4 marca 1894, zm. w październiku 1941);
- Marię (ur. 1895, zm. 1945);
- Tadeusza (ur. 13 marca 1897, zm. 24 lutego 1952);
- Adama (ur. 20 marca 1901, zm. 25 września 1976),
- Elżbietę (ur. 1903, zm. 20 grudnia 1921).

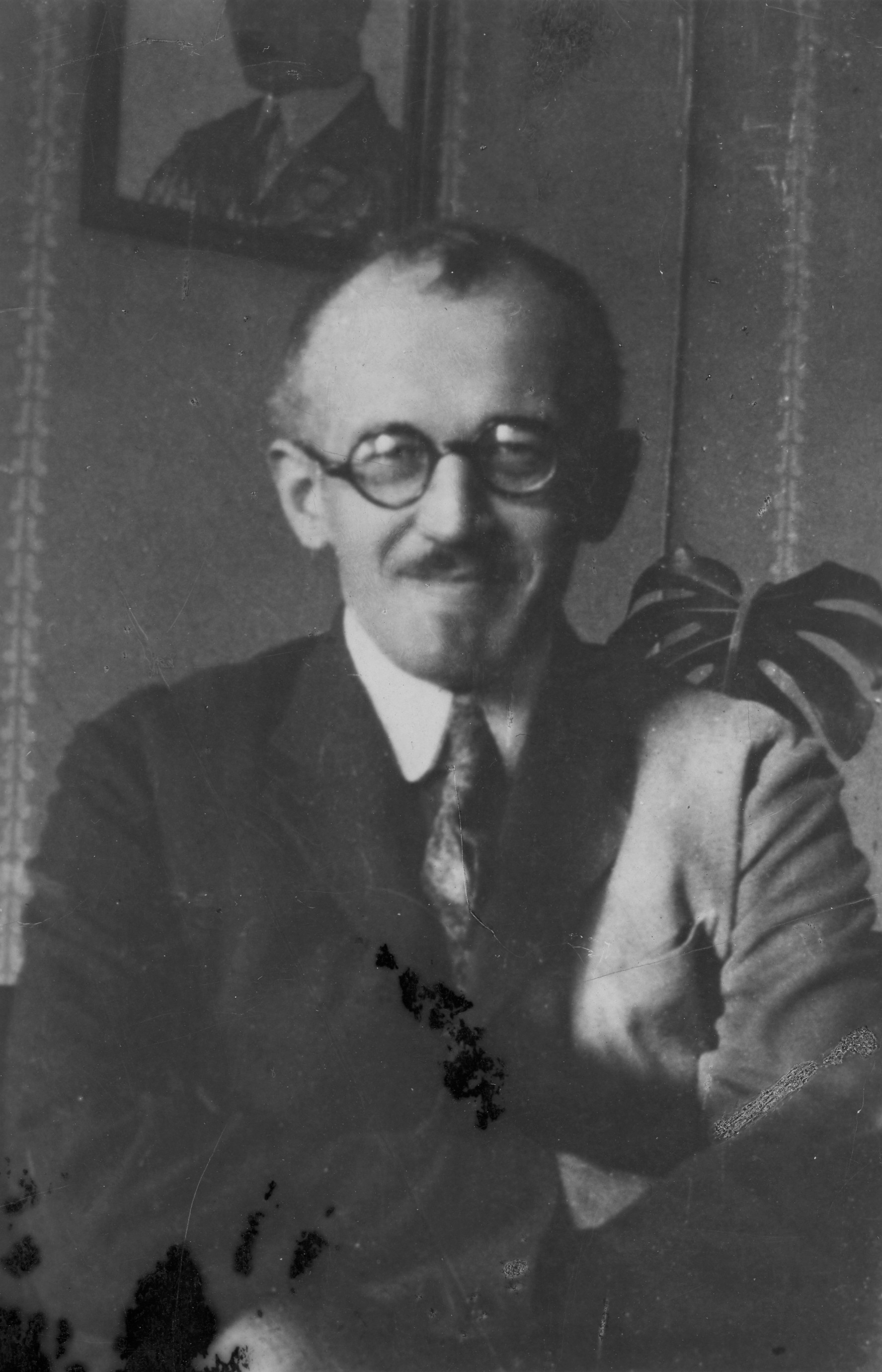
Kazimierz Vetulani

Na początku XX wieku wdowa po Romanie Vetulanim, Elżbieta, posiadała realność przy ulicy Podgórze pod numerem konskrypcyjnym 284, gdzie zamieszkiwała wraz z dziećmi. Śmierć Romana Vetulaniego pogorszyła sytuację rodziny. Bardzo zmagali się z biedą już przed rokiem 1914. Po wybuchu pierwszej wojny światowej Elżbieta z dwójką najmłodszych pojechała do Wiednia, ale tam było im jeszcze gorzej . W 1918 r. powrócili do Polski i osiedli w Krakowie.
Kazimierz, najstarszy syn Romana, został w 1914 r. powołany do armii austriackiej, w której dosłużył się stopnia oficerskiego. Następnie ukończył studia na kierunku inżynierii lądowej na Politechnice Lwowskiej. Odbył także studia w Anglii, gdzie został skierowany przez Fundusz Kultury Narodowej. W 1937 r. uzyskał tytuł doktora nauk technicznych i objął Katedrę Statyki. W okresie sowieckiej okupacji Lwowa nadal prowadził działalność naukową, w 1940 roku mianowany profesorem zwyczajnym. 3 lipca 1941 r. został aresztowany przez gestapo i rozstrzelany wraz z grupą profesorów lwowskich w nocy z 3 na 4 lipca 1941 roku. Nigdy się nie ożenił i nie miał dzieci.

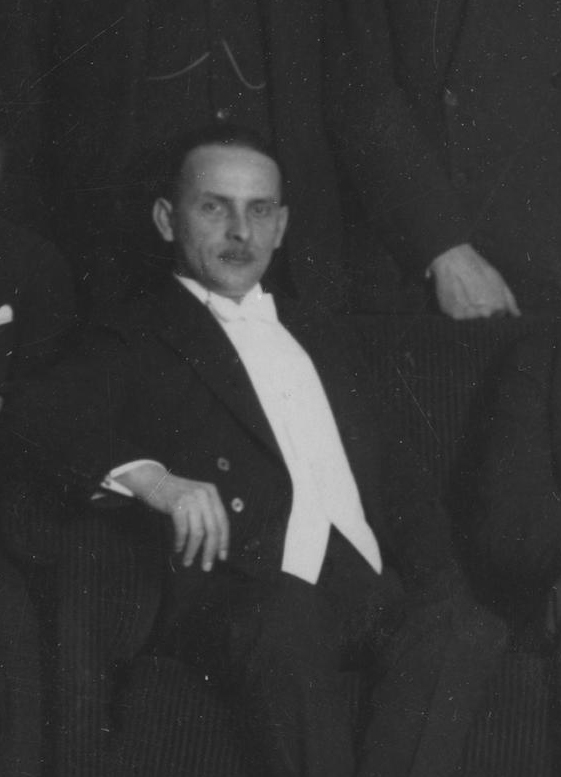
Zygmunt Vetulani

Zygmunt ukończył studia na Akademii Eksportowej (Exportakademie) w Wiedniu. Był urzędnikiem polskiej służby zagranicznej, m.in. pełniąc funkcję wicekonsula, kierownika urzędu w Ostrawie (od 26 września 1921 do 26 marca 1926), radcy handlowego w Angorze, konsula i radcy handlowego w Wiedniu, konsula w Królewcu, radcy handlowego w Stambule (1927-1928), konsula i kier. konsulatu w Bukareszcie (od 1 czerwca 1930 do 1935), konsula generalnego w Bagdadzie (1939-1940). Uchodził za wytrawnego negocjatora, w okresie międzywojennym negocjował traktat handlowy pomiędzy Polską i Turcją oraz między Polską i Rumunią. Po wybuchu II wojny światowej w 1940 r. został odwołany z pełnionego stanowiska w Bagdadzie i przeniesiony do biura szyfrów Ministerstwa Spraw Zagranicznych polskiego rządu na uchodźstwie w Angers. Po kampanii francuskiej i upadku Francji z czerwca 1940 wyjechał do Brazylii, gdzie w Rio de Janeiro został konsulem oraz podjął pracę w Instytucie Badania Kryształu Górskiego. Zmarł w Rio de Janeiro 25 października 1942 roku w wyniku obrażeń odniesionych w wypadku. Poślubił Stanisławę Leśniewską, z którą miał córkę Wandę.
Maria, po ukończeniu szkoły średniej, została urzędniczką bankową. Nigdy nie wyszła za mąż i nie miała dzieci. Zmarła w 1945 roku.

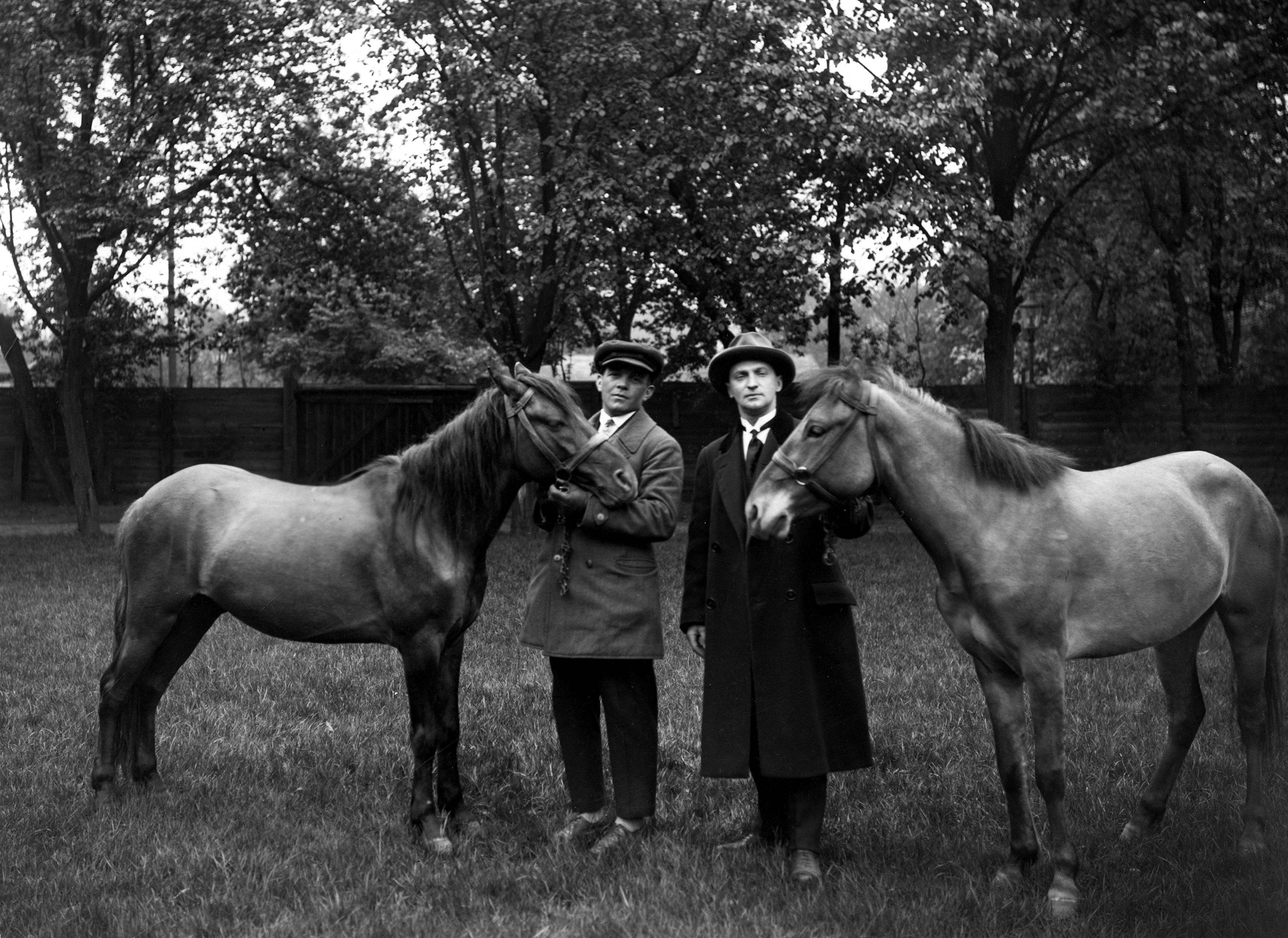
Tadeusz Vetulani (z prawej)

Tadeusz, założyciel poznańskiej gałęzi rodziny, studiował filozofię na Uniwersytecie Wiedeńskim, a następnie w latach rolnictwo na Uniwersytecie Jagiellońskim. Studia ukończył z tytułem inżyniera. W latach 1922–1929 opublikował prace na temat konika polskiego, dzięki czemu wprowadzono określenie „konik polski” do literatury hipologicznej. Przyjęta została również jego hipoteza, zakładająca, że konik polski wywodzi się od odrębnej formy zoologicznej dzikiego konia, tarpana typu leśnego. Z uwagi na swoje badania był nazywany „ojcem konika polskiego”. Był inicjatorem powstania Rezerwatu Konika Polskiego Typu Tarpana Leśnego w Puszczy Białowieskiej (później prowadzony w Popielnie). W 1926 r. uzyskał stopień naukowy doktora z zakresu rolnictwa na Uniwersytecie Jagiellońskim, a trzy lata później habilitował się na Uniwersytecie Poznańskim z zakresu ogólnej i szczegółowej hodowli zwierząt, i uzyskał tam stopień docenta. W 1935 r. został mianowany profesorem nadzwyczajnym Uniwersytetu Poznańskiego. Podczas II wojny światowej Tadeusz przebywał w Krakowie, gdzie pracował jako referent Polskiego Czerwonego Krzyża. W latach 1945–1952 prowadził prace nad odtworzeniem warsztatu naukowego i podniesieniem hodowli rezerwatowej konika polskiego. W 1949 r. otrzymał tytuł profesora zwyczajnego w zakresie szczegółowej hodowli zwierząt. 5 czerwca 1949 r. poślubił Marię Godlewską (ur. 16 października 1910, zm. 21 sierpnia 1995), chirurg stomatolog, doktor nauk medycznych. Miał jednego syna Zygmunta (ur. 12 września 1950), informatyka. Tadeusz zmarł na zawał serca podczas wyjazdu naukowego do Krakowa 24 lutego 1952 r. i został pochowany na Cmentarzu Rakowickim.

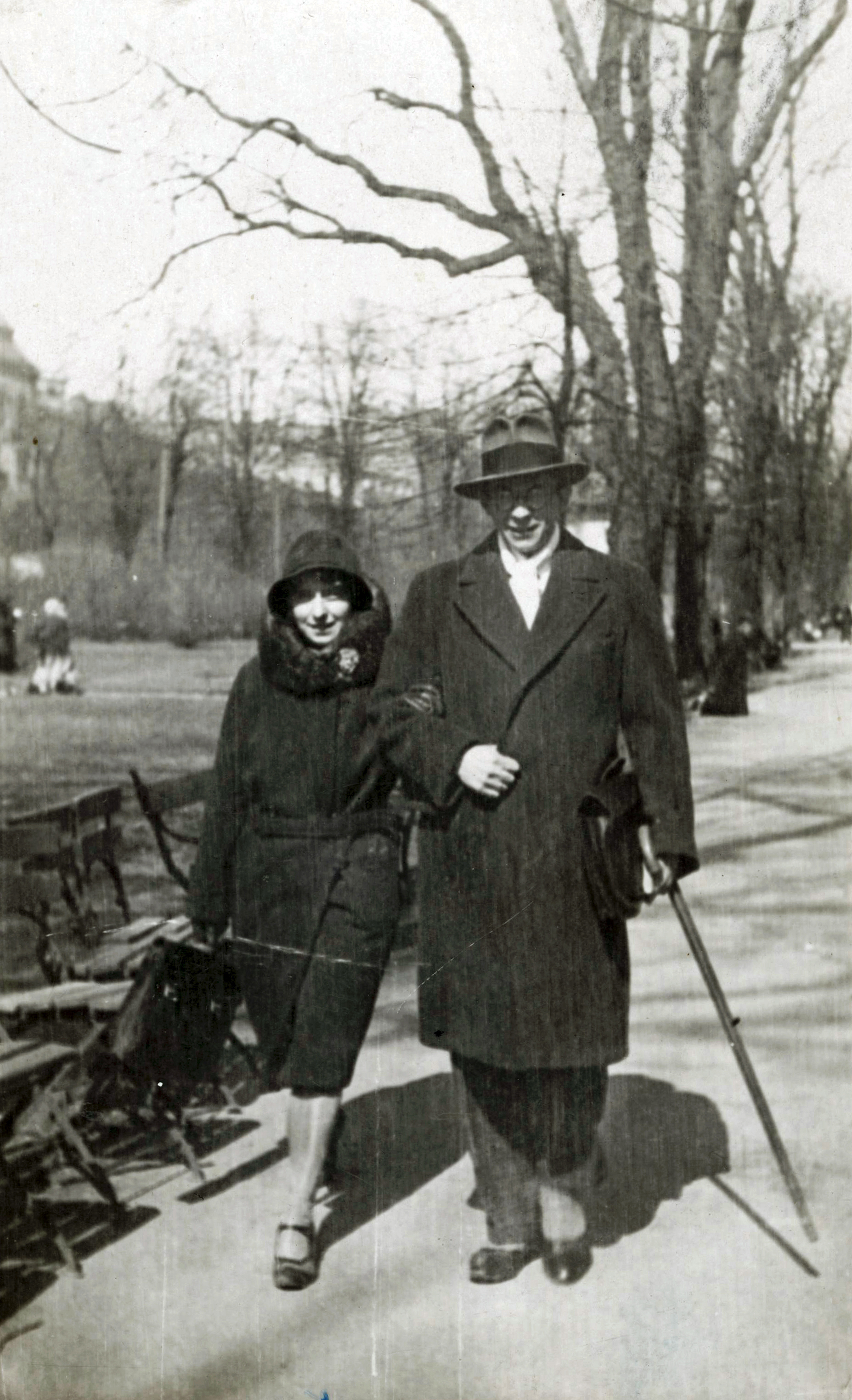
Irena i Adam Vetulani

Adam, podczas I wojny światowej w latach 1917–1918, służył ochotniczo w armii austriackiej na froncie włoskim. Następnie studiował prawo na Uniwersytecie Jagiellońskim. Odbył aplikację sędziowską w Sądzie Okręgowym w Krakowie, a w 1925 r. obronił doktorat praw. Uzupełniał studia na uniwersytecie w Strasburgu (1925-1926). W 1928 r. habilitował się z zakresu historii prawa polskiego. W 1934 r. uzyskał nominację na profesora nadzwyczajnego i objął Katedrę Prawa Kościelnego. W 1930 r. poślubił Irenę Latinik (ur. 26 grudnia 1904, zm. 2 lutego 1975), biolożkę, córkę generała Franciszka Latinika i Heleny ze Stasiny-Strzelbickich, z którą miał dwóch synów: Jerzego (ur. 21 stycznia 1936, zm. 6 kwietnia 2017), neurobiologa i psychofarmakologa oraz Jana (ur. 4 maja 1938, zm. 18 czerwca 1965). Rodzina zamieszkała na parterze domu profesorów Uniwersytetu Jagiellońskiego przy placu Inwalidów, zatrudniając pokojówkę, kucharkę i wychowawczynię dla dzieci. Po wybuchu II wojny światowej, w 1939 r. Adam brał udział w kampanii wrześniowej jako ochotnik w stopniu kaprala. Po klęsce przekroczył granicę rumuńską, gdzie został internowany. W Krakowie pozostawił żonę Irenę z dwojgiem kilkuletnich synów, która by utrzymać rodzinę musiała podjąć pracę w charakterze tłumaczki języka niemieckiego. Po kilkumiesięcznym pobycie w Rumunii, w kwietniu 1940 r. Adam wyruszył w drogę do Francji, gdzie dotarł na początku maja 1940 r. Wstąpił tam do Wojska Polskiego we Francji w ramach Polskich Sił Zbrojnych na Zachodzie w stopniu plutonowego. Podczas kampanii francuskiej 1940 uczestniczył w ciężkich walkach wzdłuż linii Maginota. Został odznaczony francuskim Krzyżem Wojennym z wyróżnieniem. 20 czerwca 1940 przekroczył granicę francusko-szwajcarską i wraz z żołnierzami swojej dywizji został internowany w miejscowości Madiswil. Prowadził tam kursy licealne i uniwersyteckie dla żołnierzy. Był także przedstawicielem Funduszu Kultury Narodowej na Szwajcarię z ramienia polskiego rządu na uchodźstwie. Po zakończeniu wojny odrzucił propozycję objęcia katedry prawa kościelnego Uniwersytetu we Fryburgu i 14 września 1945 r., po kilku latach tułaczki, przybył do Polski, a dzień później został kierownikiem Katedry Prawa Kościelnego na Uniwersytecie Jagiellońskim. W 1946 został profesorem zwyczajnym Uniwersytetu Jagiellońskiego w zakresie prawa kościelnego. W latach 1947–1970 kierował Katedrą Historii Państwa i Prawa Polskiego, a 1946-1948 był dziekanem Wydziału Prawa. Przeszedł na emeryturę w 1971 r. Pracował także w Instytucie Nauk Prawnych PAN, Zakładzie Historii Państwa i Prawa Polskiego, Instytucie Historii PAN w Zakładzie Historii Państwa i Prawa oraz prowadził wykłady z historii prawa kościelnego na Papieskim Wydziale Teologicznym w Krakowie. Był laureatem nagród naukowych, m.in. nagrody ministra szkolnictwa wyższego (1956) i nagrody Fundacji Jurzykowskiego (1976), odebrał doktoraty honoris causa uniwersytetów w Strasburgu (1959), Nancy (1961) i Pecsu (1972). 2 lutego 1975 r. zmarła jego żona Irena. Adam Vetulani zmarł 25 września 1976 r. w sanatorium w Busku-Zdroju, a 1 października został pochowany na Cmentarzu Rakowickim w Krakowie.
Najmłodsza córka Romana Vetulaniego, Elżbieta, dożyła zaledwie 18 lat. Zmarła 20 grudnia 1921 r., według aktu zgonu na gruźlicę, choć prawdopodobne, że rzeczywistą przyczyną śmierci była mukowiscydoza.

###### Gałąź brazylijska
Zygmunt Vetulani poślubił Stanisławę Leśniewską (zm. 1964), z którą miał córkę:
- Wandę Vetulani (ur. 18 października 1921, zm. 3 czerwca 1987), zamężną van Dongen[71] .

Po upadku Francji w czerwcu 1940 roku Zygmunt Vetulani wyjechał z żoną i córką do Brazylii, gdzie w 1942 roku zmarł. Po jego śmierci Stanisława Vetulani wraz z córką Wandą pozostały w Rio de Janeiro.

###### Gałąź poznańska

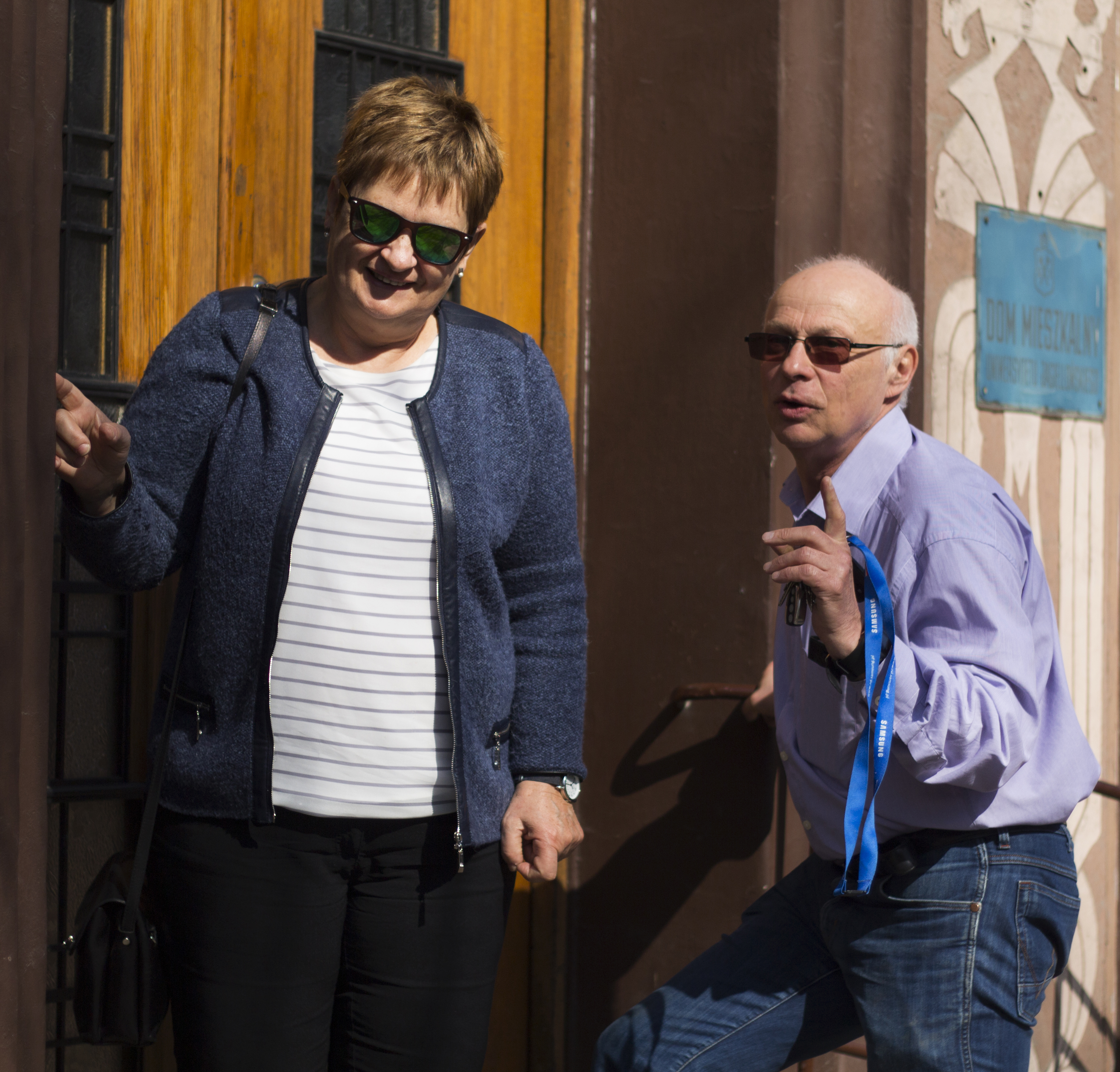
Grażyna Małgorzata i Zygmunt Vetulani

Tadeusz Vetulani 5 czerwca 1949 roku poślubił Marię Godlewską (1910–1995; chirurga stomatologa, doktor nauk medycznych, córkę Nepomucena Godlewskiego i Jadwigi z domu Porowskiej, siostrę rolnika i hodowcy Władysława Godlewskiego), z którą miał syna:
- Zygmunta (ur. 12 września 1950).

Zygmunt Vetulani ukończył studia matematyczne na Uniwersytecie im. Adama Mickiewicza (1973) i doktoryzował się na Uniwersytecie Warszawskim (1977). Został matematykiem, informatykiem i lingwistą komputerowym specjalizującym się w inżynierii języka i sztucznej inteligencji.
Zawodowo związał się z Wydziałem Matematyki i Informatyki Uniwersytetu im. Adama Mickiewicza w Poznaniu, gdzie został kierownikiem Zakładu Lingwistyki Informatycznej i Sztucznej Inteligencji. Opublikował jako autor lub współautor ponad sto oryginalnych prac, w tym szereg artykułów w recenzowanych czasopismach międzynarodowych oraz sześć książek dotyczących lingwistyki komputerowej, inżynierii języka, sztucznej inteligencji i robotyki wirtualnej.
Zygmunt Vetulani poślubił Grażynę Małgorzatę Świerczyńską, filolożkę i wykładowczynię akademicką, z którą miał córki:
- Agnieszkę Vetulani-Cęgiel (ur. 1981);
- Marię Vetulani (ur. 1996).

###### Gałąź krakowska

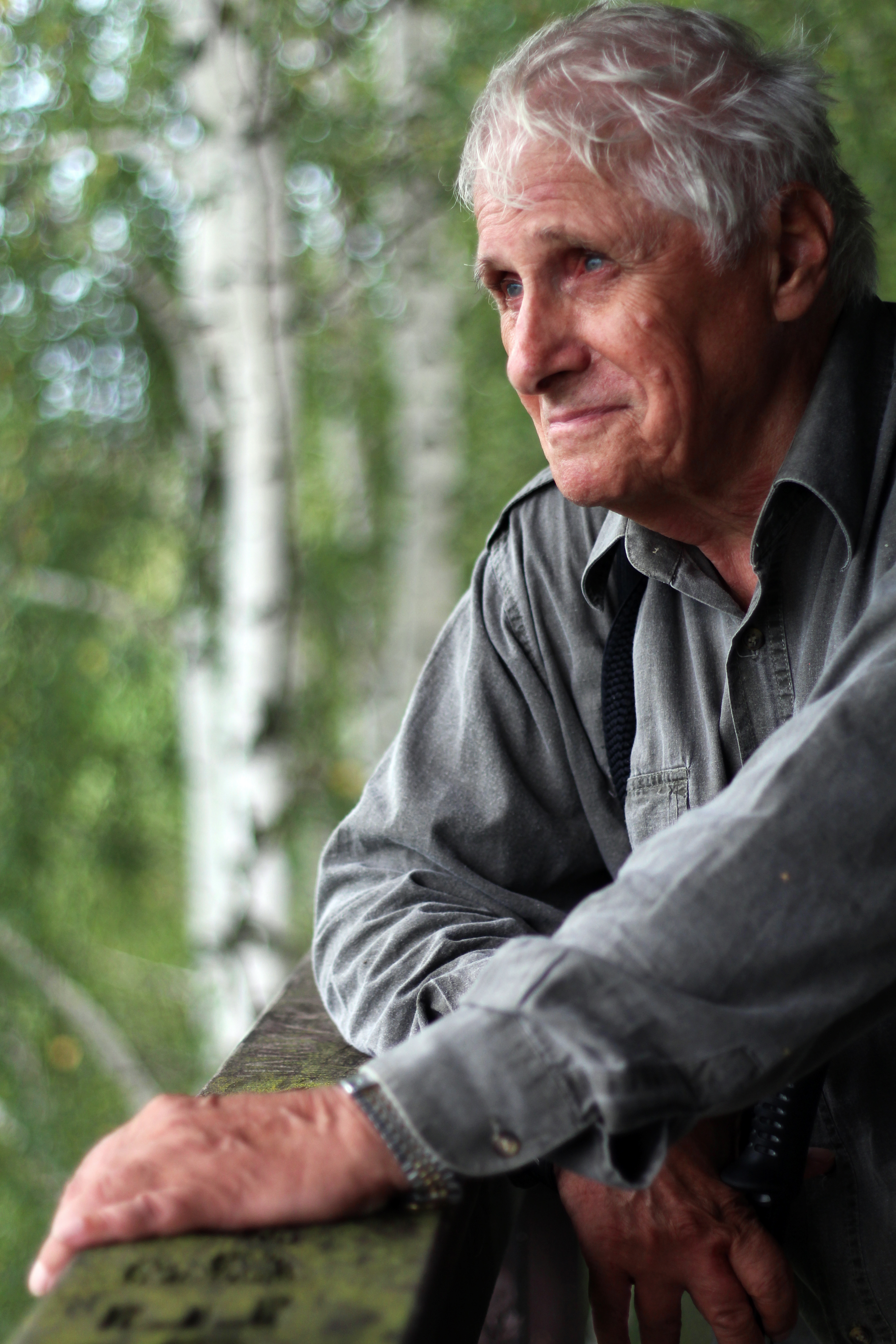
Jerzy Vetulani

Adam Vetulani w 1930 roku poślubił Irenę Latinik, z którą miał synów:
- Jerzego (ur. 21 stycznia 1936, zm. 6 kwietnia 2017);
- Jana (ur. 1938, zm. 18 czerwca 1965).

Jerzy Vetulani ukończył studia z biologii (1957) i chemii (1962) na Uniwersytecie Jagiellońskim i związał się zawodowo z Instytutem Farmakologii Polskiej Akademii Nauk, gdzie w latach 1976–2006 był kierownikiem Zakładu Biochemii. Opublikował ponad dwieście czterdzieści oryginalnych prac badawczych o międzynarodowym zasięgu. Uznanie przyniosło mu sformułowanie hipotezy β-downregulacji jako mechanizmu działania leków przeciwdepresyjnych wspólnie z Fridolinem Sulserem, z którym współpracował w latach 1973–1975 jako Research Associate Professor w Vanderbilt University. W 1983 roku został laureatem Międzynarodowej Nagrody Anna-Monika II klasy za badania nad mechanizmami działania elektrowstrząsu. Poza zaburzeniami depresyjnymi, wśród jego głównych zainteresowań badawczych były: pamięć, uzależnienia i choroby neurodegeneracyjne. Był jednym z najczęściej cytowanych polskich naukowców w dziedzinie biomedycyny po 1965 roku.
Jerzy Vetulani ze związku z Marią Pająk miał synów:
- Marka (ur. 17 lipca 1964);
- Tomasza (ur. 21 grudnia 1965).

Tomasz Vetulani w 1991 ukończył studia na Wydziale Malarstwa krakowskiej Akademii Sztuk Pięknych. Jest malarzem i rzeźbiarzem, od 1991 roku mieszka i tworzy w Utrechcie w Holandii. Posiada obywatelstwo polskie i holenderskie.
Synem Marka Vetulaniego, ze związku z Zuzanną Ptak, córką Włodzimierza Ptaka, jest Franciszek Vetulani, działacz społeczny związany z Nową Lewicą, asystent społeczny posłanki na Sejm RP prof. Joanny Senyszyn.

###### Gałąź amerykańska
Adam Vetulani miał z pozamałżeńskiego związku z Anną Szewczyk córkę:
- Krystynę Ewę (ur. 1 października 1924, zm. 25 marca 2004).

Gdy Krystyna miała dwanaście lat, wybuch II wojny światowej przerwał jej normalną naukę w Krakowie. Od tego czasu uczęszczała na tajne komplety. W 1942 została wysłana na przymusowe roboty na terenie III Rzeszy. W 1951 wyemigrowała do Stanów Zjednoczonych. Tam ukończyła Kolegium Nauczycielskie w Forstburgu i uzyskała tytuł magistra we French School w Kolegium Uniwersytetu w Middlebury. Podjęła pracę w gimnazjum w Woodlown koło Baltimore, gdzie przez dwadzieścia pięć lat nauczała języka niemieckiego i francuskiego. Po przejściu na emeryturę pracowała jako wolontariusz w Biurze Informacji i Poszukiwań Ofiar Holocaustu przy Amerykańskim Czerwonym Krzyżu oraz w United States Holocaust Memorial Museum. Opublikowała trzy książki wspomnieniowe.
Krystyna Vetulani poślubiła Charlesa Williama Belfoure’a, yeomana drugiego stopnia (członka służby administracyjnej i urzędniczej) marynarki wojennej USA (zm. 1997), z którym miała syna:
- Charlesa (ur. 19 lutego 1954).

Charles Belfoure został architektem, ukończył studia w Pratt Institute oraz na Columbia University. Wyspecjalizował się w konserwacji zabytków. Opublikował szereg prac dotyczących historii architektury oraz powieści. Jego debiutancka powieść Paryski architekt (2013) stała się bestsellerem „New York Timesa” i została przełożona na szereg języków.

##### Linia Franciszka Vetulaniego

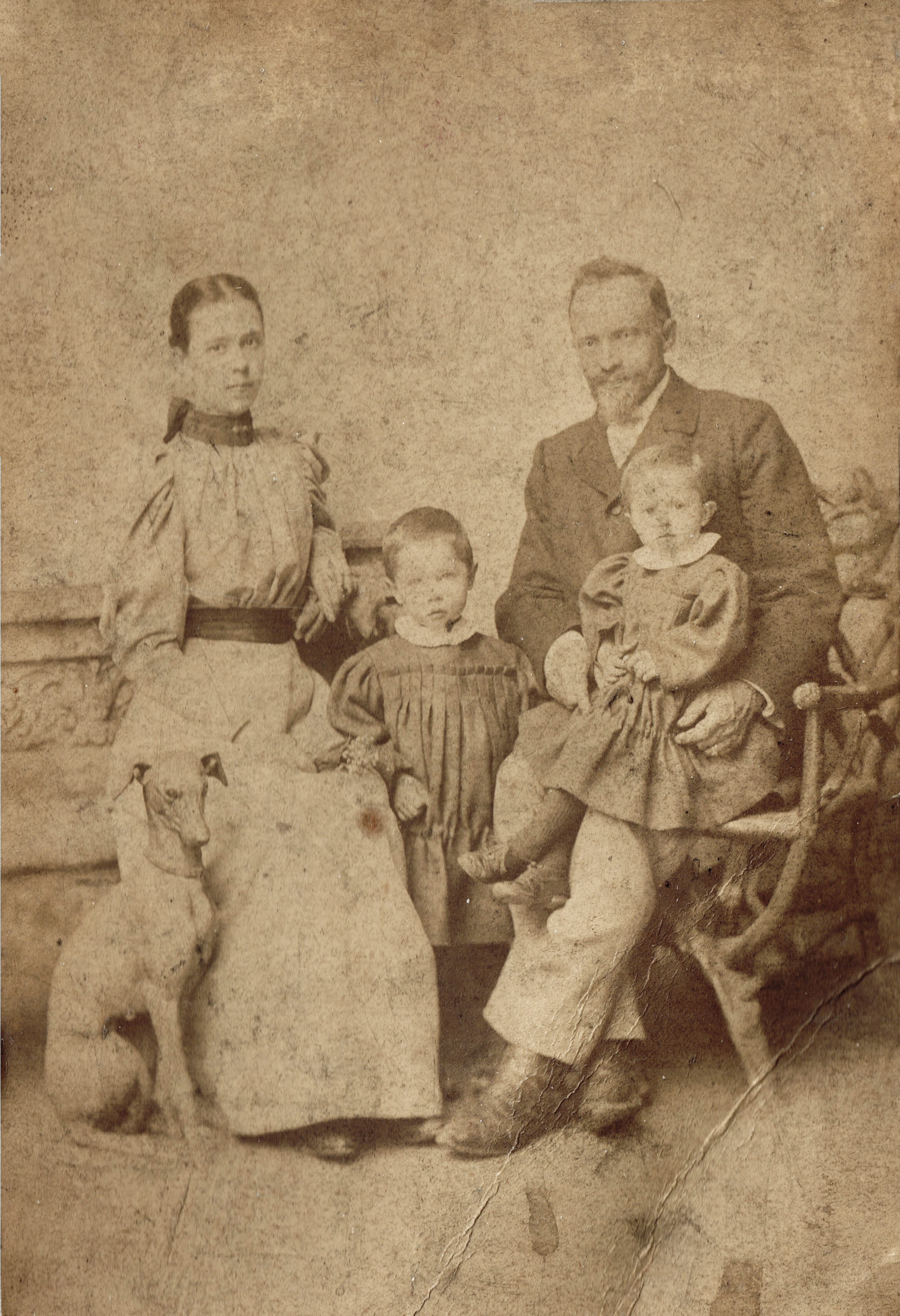
Katarzyna z domu Ipohorska-Lenkiewicz i Franciszek Vetulani z dziećmi Stanisławem i Zofią. Fot. Józef Sebald

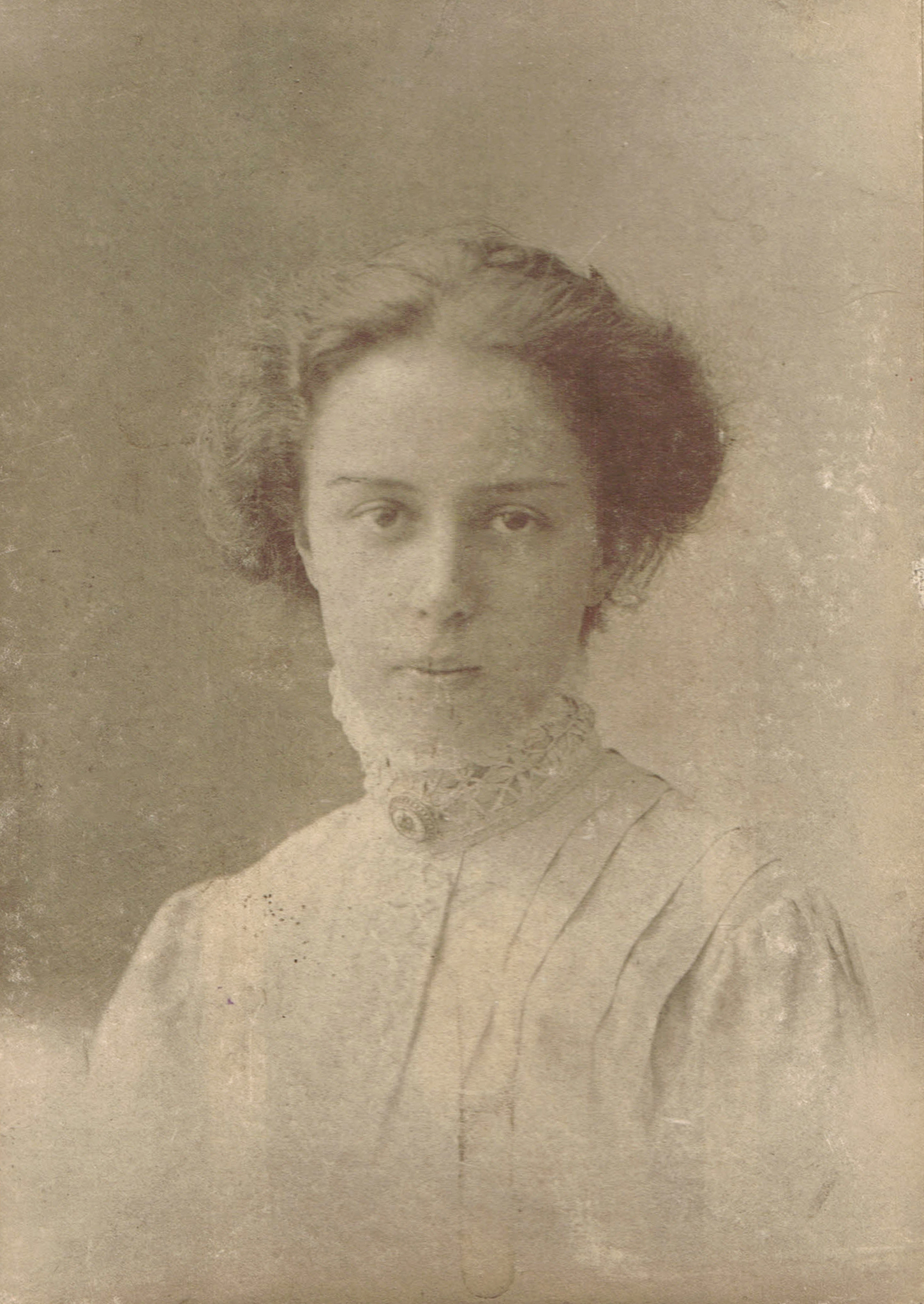
Zofia Vetulani

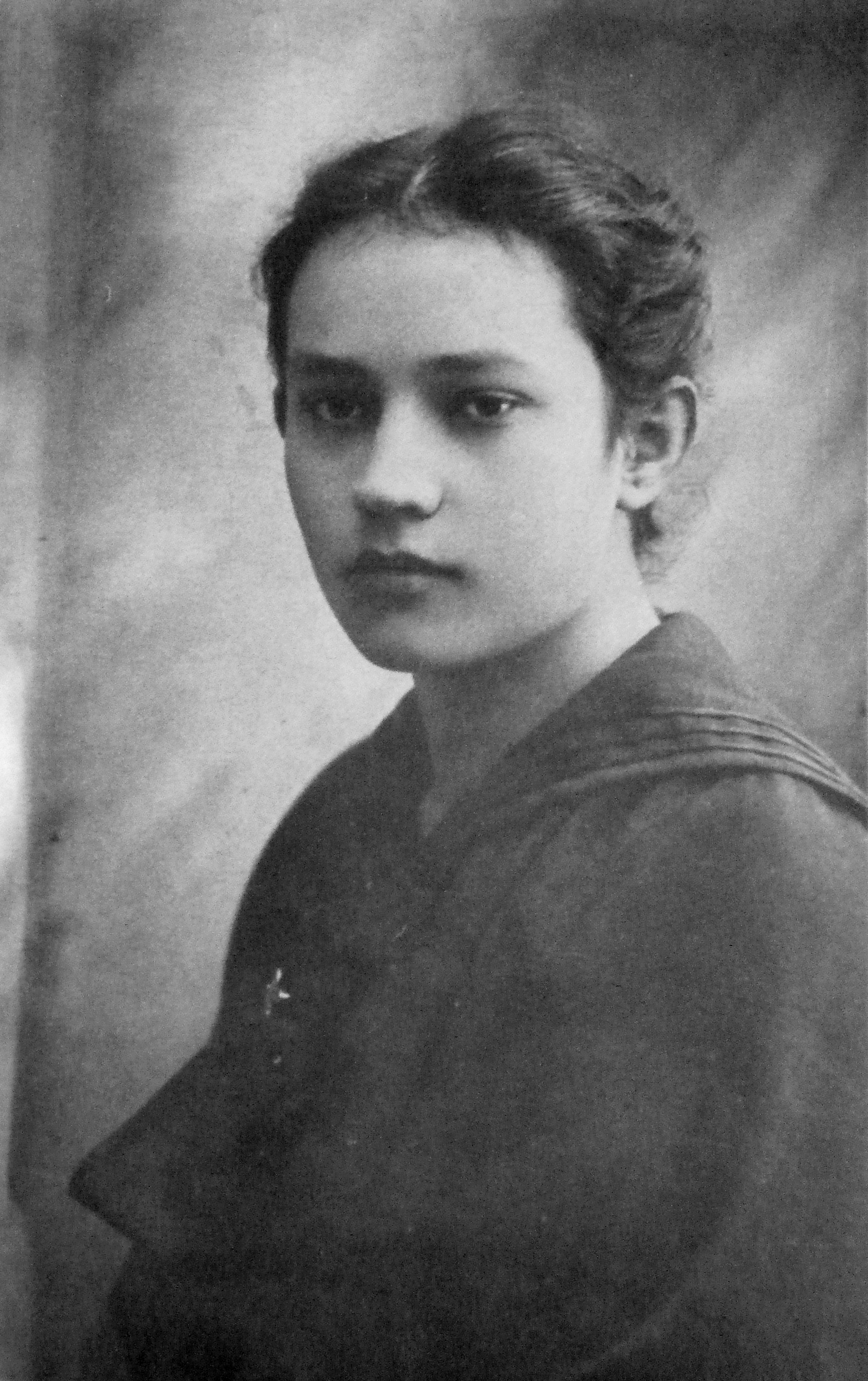
Maria Vetulani

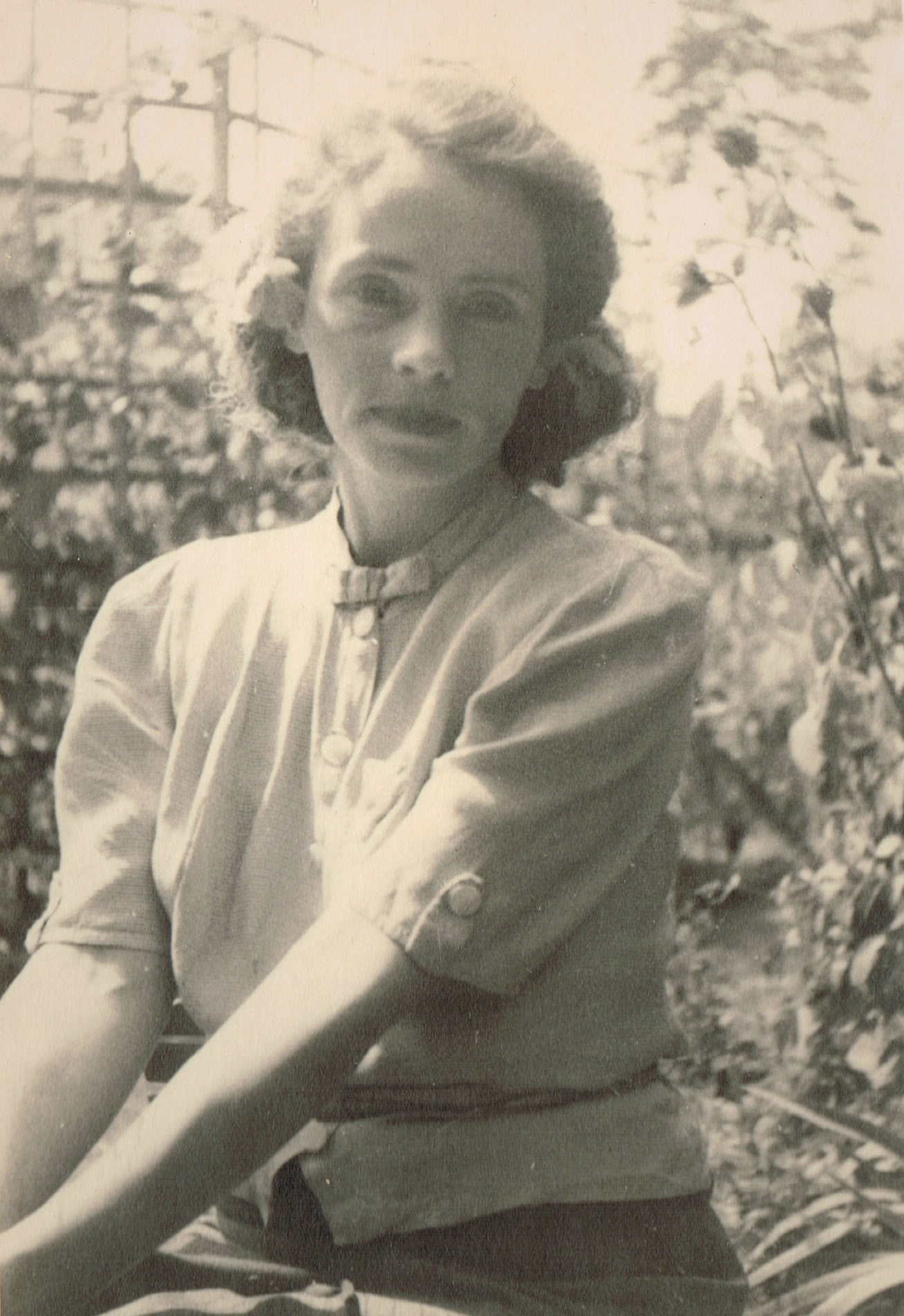
Cecylia Vetulani

Franciszek Vetulani (1856–1921) był inżynierem meliorantem i urzędnikiem, c. k. radcą budowlanym, kierownikiem ekspozytury budowlanej w Tarnowie i Krakowie, nauczycielem, działaczem społecznym, członkiem wydziału i zastępcą wiceprezesa okręgowego Towarzystwa Rolniczego w Krakowie, członkiem Komisji Fizjograficznej Akademii Umiejętności.
Z małżeństwa z Katarzyną z domu Ipohorską-Lenkiewicz herbu Kotwicz (1868–1916), córką starosty samborskiego Inocentego Panteleona Ipohorskiego-Lenkiewicza i Ludwiki z domu Bobrownickiej, od 1871 pasierbicą Karola Kaczkowskiego, z wykształcenia nauczycielką, miał dzieci:
- Stanisława (1892–1966), nauczyciela w liceum w Bielsku;
- Zofię (1893–1981), urzędniczkę Ministerstwa Spraw Wewnętrznych II RP i administracji terenowej PRL[76];
- Marię (1898–1944), uczestniczkę walk o niepodległość Polski[77][78][79];
- Cecylię (1908–1980), historyczkę sztuki[80].

Stanisław Vetulani z małżeństwa z Olgą Gankiewicz miał syna:
- Janusza Vetulaniego.

Zofia i Cecylia Vetulani były niezamężne i zmarły bezdzietnie.
Maria Vetulani wyszła za komunistycznego działacza Bohdana de Nisau, z którym miała syna:
- Witolda de Nisau (ur. 26 sierpnia 1924, zm. 23 grudnia 1998)[82].

Janusz Vetulani ze związku z Marią Hołdun miał synów:
- Marka Vetulaniego (ur. 4 września 1952 w Bielsku);
- Romana Vetulaniego (ur. 12 sierpnia 1955 w Bielsku).

Witold de Nisau z małżeństwa z Danutą z domu Gierukas miał dzieci:
- Marka de Nisau (ur. 6 listopada 1952 w Olsztynie, zm. 2017);
- Bohdana de Nisau (ur. 10 sierpnia 1955 w Warszawie);
- Kalinę de Nisau (ur. 8 kwietnia 1958 w Warszawie).

##### Linia Anieli Vetulani
Aniela Vetulani, zamężna Kocwa, miała dwóch synów:
- Juliusza Kocwę (1884–1953)[84], doktora medycyny, lekarza pułkowego;
- Władysława Kocwę (1876–1933)[84], księgarza w Starym Sączu.

Juliusz Kocwa z małżeństwa z Zofią z domu Dąbrowiecką miał syna:
- Aleksandra Kocwę, chemika, profesora Uniwersytetu Jagiellońskiego[85].

Aleksander Kocwa, z małżeństwa z Elżbietą z domu Bargiel, miał dwie córki:
- Renatę, inżynierka środowiska, profesor Politechniki Krakowskiej[86];
- Jolantę.

##### Linia Józefy Vetulani
Józefa Vetulani (ur. 4 lutego 1861 w Bochni, zm. 1940 we Lwowie) była zamężna z Józefem Jerzym Drozdem. Mieli troje dzieci, w tym:
- Zofię Drozd (ur. 1895 we Lwowie, zm. 19 sierpnia 1974 we Lwowie);
- Konrada Drozda (ur. 18 lutego 1900 we Lwowie, zm. 18 sierpnia 1959 w Katowicach).

## Upamiętnienie
W Polsce są ulice nazwane imionami Vetulanich:
- ulica Adama Vetulaniego w Krakowie, w dzielnicy Prądnik Biały (od 1991)[87][88][89];
- ulica Marii Vetulani w Tarnowie, w dzielnicy Zbylitowska Góra (od 1995)[78];
- ulica Tadeusza Vetulaniego w Poznaniu, na osiedlu Świerczewo[90][91].

Podczas procesu zmian nazw ulic w Sanoku w maju 1989 zaproponowano nazwanie jednej z odnóg ulicy Wincentego Witosa w dzielnicy Dąbrówka „ulicą Vetulanich”. Ulica pod taką nazwą w ww. dzielnicy widnieje w źródłach urzędowych z 1990, jednak współcześnie nie ma już jej w wykazie ulic miasta Sanoka.

## Wykaz genealogiczny
Rodzina Vetulanich
|  |  |                    |                    |                    |                    |                    |                    |  |  |              |              |              |              |                    |                    |                    |                    | Michał Vetulani    | Michał Vetulani    | Michał Vetulani | Michał Vetulani | Michał Vetulani  | Michał Vetulani  |                  |                  | Franciszka Śliwińska | Franciszka Śliwińska | Franciszka Śliwińska | Franciszka Śliwińska | Franciszka Śliwińska | Franciszka Śliwińska |                           |                           |                           |                           |                           |                           |                      |                      |                                 |                                 |                                 |                                 |                                 |                                 |  |  |                            |                            |                            |                            |                            |                            |               |               |                |                |                    |                    |                    |                    |                    |                    |                 |                 |                 |                 |                 |                 |                |                |  |  |                 |                 |                     |                     |                     |                     |                     |                     |                         |                         |                                |                                |                                |                                |                                |                                |                  |                  |                  |                  |                  |                  |  |  |  |  |  |  |  |  |  |  |
|  |  |                    |                    |                    |                    |                    |                    |  |  |              |              |              |              |                    |                    |                    |                    | Michał Vetulani    | Michał Vetulani    | Michał Vetulani | Michał Vetulani | Michał Vetulani  | Michał Vetulani  |                  |                  | Franciszka Śliwińska | Franciszka Śliwińska | Franciszka Śliwińska | Franciszka Śliwińska | Franciszka Śliwińska | Franciszka Śliwińska |                           |                           |                           |                           |                           |                           |                      |                      |                                 |                                 |                                 |                                 |                                 |                                 |  |  |                            |                            |                            |                            |                            |                            |               |               |                |                |                    |                    |                    |                    |                    |                    |                 |                 |                 |                 |                 |                 |                |                |  |  |                 |                 |                     |                     |                     |                     |                     |                     |                         |                         |                                |                                |                                |                                |                                |                                |                  |                  |                  |                  |                  |                  |  |  |  |  |  |  |  |  |  |  |
|  |  |                    |                    |                    |                    |                    |                    |  |  |              |              |              |              |                    |                    |                    |                    |                    |                    |                 |                 |                  |                  |                  |                  |                      |                      |                      |                      |                      |                      |                           |                           |                           |                           |                           |                           |                      |                      |                                 |                                 |                                 |                                 |                                 |                                 |  |  |                            |                            |                            |                            |                            |                            |               |               |                |                |                    |                    |                    |                    |                    |                    |                 |                 |                 |                 |                 |                 |                |                |  |  |                 |                 |                     |                     |                     |                     |                     |                     |                         |                         |                                |                                |                                |                                |                                |                                |                  |                  |                  |                  |                  |                  |  |  |  |  |  |  |  |  |  |  |
|  |  |                    |                    |                    |                    |                    |                    |  |  |              |              |              |              |                    |                    |                    |                    |                    |                    |                 |                 |                  |                  |                  |                  |                      |                      |                      |                      |                      |                      |                           |                           |                           |                           |                           |                           |                      |                      |                                 |                                 |                                 |                                 |                                 |                                 |  |  |                            |                            |                            |                            |                            |                            |               |               |                |                |                    |                    |                    |                    |                    |                    |                 |                 |                 |                 |                 |                 |                |                |  |  |                 |                 |                     |                     |                     |                     |                     |                     |                         |                         |                                |                                |                                |                                |                                |                                |                  |                  |                  |                  |                  |                  |  |  |  |  |  |  |  |  |  |  |
|  |  | Jan Vetulani       | Jan Vetulani       | Jan Vetulani       | Jan Vetulani       | Jan Vetulani       | Jan Vetulani       |  |  | Matylda Pisz | Matylda Pisz | Matylda Pisz | Matylda Pisz | Matylda Pisz       | Matylda Pisz       |                    |                    |                    |                    |                 |                 | Roman Vetulani   | Roman Vetulani   | Roman Vetulani   | Roman Vetulani   | Roman Vetulani       | Roman Vetulani       |                      |                      |                      |                      |                           |                           | Elżbieta Kunachowicz      | Elżbieta Kunachowicz      | Elżbieta Kunachowicz      | Elżbieta Kunachowicz      | Elżbieta Kunachowicz | Elżbieta Kunachowicz |                                 |                                 |                                 |                                 |                                 |                                 |  |  |                            |                            |                            |                            |                            |                            |               |               |                |                | Franciszek Latinik | Franciszek Latinik | Franciszek Latinik | Franciszek Latinik | Franciszek Latinik | Franciszek Latinik |                 |                 |                 |                 |                 |                 |                |                |  |  |                 |                 | Franciszek Vetulani | Franciszek Vetulani | Franciszek Vetulani | Franciszek Vetulani | Franciszek Vetulani | Franciszek Vetulani |                         |                         | Katarzyna Ipohorska-Lenkiewicz | Katarzyna Ipohorska-Lenkiewicz | Katarzyna Ipohorska-Lenkiewicz | Katarzyna Ipohorska-Lenkiewicz | Katarzyna Ipohorska-Lenkiewicz | Katarzyna Ipohorska-Lenkiewicz |                  |                  |                  |                  |                  |                  |  |  |  |  |  |  |  |  |  |  |
|  |  | Jan Vetulani       | Jan Vetulani       | Jan Vetulani       | Jan Vetulani       | Jan Vetulani       | Jan Vetulani       |  |  | Matylda Pisz | Matylda Pisz | Matylda Pisz | Matylda Pisz | Matylda Pisz       | Matylda Pisz       |                    |                    |                    |                    |                 |                 | Roman Vetulani   | Roman Vetulani   | Roman Vetulani   | Roman Vetulani   | Roman Vetulani       | Roman Vetulani       |                      |                      |                      |                      |                           |                           | Elżbieta Kunachowicz      | Elżbieta Kunachowicz      | Elżbieta Kunachowicz      | Elżbieta Kunachowicz      | Elżbieta Kunachowicz | Elżbieta Kunachowicz |                                 |                                 |                                 |                                 |                                 |                                 |  |  |                            |                            |                            |                            |                            |                            |               |               |                |                | Franciszek Latinik | Franciszek Latinik | Franciszek Latinik | Franciszek Latinik | Franciszek Latinik | Franciszek Latinik |                 |                 |                 |                 |                 |                 |                |                |  |  |                 |                 | Franciszek Vetulani | Franciszek Vetulani | Franciszek Vetulani | Franciszek Vetulani | Franciszek Vetulani | Franciszek Vetulani |                         |                         | Katarzyna Ipohorska-Lenkiewicz | Katarzyna Ipohorska-Lenkiewicz | Katarzyna Ipohorska-Lenkiewicz | Katarzyna Ipohorska-Lenkiewicz | Katarzyna Ipohorska-Lenkiewicz | Katarzyna Ipohorska-Lenkiewicz |                  |                  |                  |                  |                  |                  |  |  |  |  |  |  |  |  |  |  |
|  |  |                    |                    |                    |                    |                    |                    |  |  |              |              |              |              |                    |                    |                    |                    |                    |                    |                 |                 |                  |                  |                  |                  |                      |                      |                      |                      |                      |                      |                           |                           |                           |                           |                           |                           |                      |                      |                                 |                                 |                                 |                                 |                                 |                                 |  |  |                            |                            |                            |                            |                            |                            |               |               |                |                |                    |                    |                    |                    |                    |                    |                 |                 |                 |                 |                 |                 |                |                |  |  |                 |                 |                     |                     |                     |                     |                     |                     |                         |                         |                                |                                |                                |                                |                                |                                |                  |                  |                  |                  |                  |                  |  |  |  |  |  |  |  |  |  |  |
|  |  |                    |                    |                    |                    |                    |                    |  |  |              |              |              |              |                    |                    |                    |                    |                    |                    |                 |                 |                  |                  |                  |                  |                      |                      |                      |                      |                      |                      |                           |                           |                           |                           |                           |                           |                      |                      |                                 |                                 |                                 |                                 |                                 |                                 |  |  |                            |                            |                            |                            |                            |                            |               |               |                |                |                    |                    |                    |                    |                    |                    |                 |                 |                 |                 |                 |                 |                |                |  |  |                 |                 |                     |                     |                     |                     |                     |                     |                         |                         |                                |                                |                                |                                |                                |                                |                  |                  |                  |                  |                  |                  |  |  |  |  |  |  |  |  |  |  |
|  |  | Eugeniusz Vetulani | Eugeniusz Vetulani | Eugeniusz Vetulani | Eugeniusz Vetulani | Eugeniusz Vetulani | Eugeniusz Vetulani |  |  |              |              |              |              | Kazimierz Vetulani | Kazimierz Vetulani | Kazimierz Vetulani | Kazimierz Vetulani | Kazimierz Vetulani | Kazimierz Vetulani |                 |                 | Zygmunt Vetulani | Zygmunt Vetulani | Zygmunt Vetulani | Zygmunt Vetulani | Zygmunt Vetulani     | Zygmunt Vetulani     |                      |                      | Tadeusz Vetulani     | Tadeusz Vetulani     | Tadeusz Vetulani          | Tadeusz Vetulani          | Tadeusz Vetulani          | Tadeusz Vetulani          |                           |                           | Maria Godlewska      | Maria Godlewska      | Maria Godlewska                 | Maria Godlewska                 | Maria Godlewska                 | Maria Godlewska                 |                                 |                                 |  |  |                            |                            | Adam Vetulani              | Adam Vetulani              | Adam Vetulani              | Adam Vetulani              | Adam Vetulani | Adam Vetulani |                |                | Irena Latinik      | Irena Latinik      | Irena Latinik      | Irena Latinik      | Irena Latinik      | Irena Latinik      |                 |                 | Zofia Vetulani  | Zofia Vetulani  | Zofia Vetulani  | Zofia Vetulani  | Zofia Vetulani | Zofia Vetulani |  |  | Bohdan de Nisau | Bohdan de Nisau | Bohdan de Nisau     | Bohdan de Nisau     | Bohdan de Nisau     | Bohdan de Nisau     |                     |                     | Maria Vetulani de Nisau | Maria Vetulani de Nisau | Maria Vetulani de Nisau        | Maria Vetulani de Nisau        | Maria Vetulani de Nisau        | Maria Vetulani de Nisau        |                                |                                | Cecylia Vetulani | Cecylia Vetulani | Cecylia Vetulani | Cecylia Vetulani | Cecylia Vetulani | Cecylia Vetulani |  |  |  |  |  |  |  |  |  |  |
|  |  | Eugeniusz Vetulani | Eugeniusz Vetulani | Eugeniusz Vetulani | Eugeniusz Vetulani | Eugeniusz Vetulani | Eugeniusz Vetulani |  |  |              |              |              |              | Kazimierz Vetulani | Kazimierz Vetulani | Kazimierz Vetulani | Kazimierz Vetulani | Kazimierz Vetulani | Kazimierz Vetulani |                 |                 | Zygmunt Vetulani | Zygmunt Vetulani | Zygmunt Vetulani | Zygmunt Vetulani | Zygmunt Vetulani     | Zygmunt Vetulani     |                      |                      | Tadeusz Vetulani     | Tadeusz Vetulani     | Tadeusz Vetulani          | Tadeusz Vetulani          | Tadeusz Vetulani          | Tadeusz Vetulani          |                           |                           | Maria Godlewska      | Maria Godlewska      | Maria Godlewska                 | Maria Godlewska                 | Maria Godlewska                 | Maria Godlewska                 |                                 |                                 |  |  |                            |                            | Adam Vetulani              | Adam Vetulani              | Adam Vetulani              | Adam Vetulani              | Adam Vetulani | Adam Vetulani |                |                | Irena Latinik      | Irena Latinik      | Irena Latinik      | Irena Latinik      | Irena Latinik      | Irena Latinik      |                 |                 | Zofia Vetulani  | Zofia Vetulani  | Zofia Vetulani  | Zofia Vetulani  | Zofia Vetulani | Zofia Vetulani |  |  | Bohdan de Nisau | Bohdan de Nisau | Bohdan de Nisau     | Bohdan de Nisau     | Bohdan de Nisau     | Bohdan de Nisau     |                     |                     | Maria Vetulani de Nisau | Maria Vetulani de Nisau | Maria Vetulani de Nisau        | Maria Vetulani de Nisau        | Maria Vetulani de Nisau        | Maria Vetulani de Nisau        |                                |                                | Cecylia Vetulani | Cecylia Vetulani | Cecylia Vetulani | Cecylia Vetulani | Cecylia Vetulani | Cecylia Vetulani |  |  |  |  |  |  |  |  |  |  |
|  |  |                    |                    |                    |                    |                    |                    |  |  |              |              |              |              |                    |                    |                    |                    |                    |                    |                 |                 |                  |                  |                  |                  |                      |                      |                      |                      |                      |                      |                           |                           |                           |                           |                           |                           |                      |                      |                                 |                                 |                                 |                                 |                                 |                                 |  |  |                            |                            |                            |                            |                            |                            |               |               |                |                |                    |                    |                    |                    |                    |                    |                 |                 |                 |                 |                 |                 |                |                |  |  |                 |                 |                     |                     |                     |                     |                     |                     |                         |                         |                                |                                |                                |                                |                                |                                |                  |                  |                  |                  |                  |                  |  |  |  |  |  |  |  |  |  |  |
|  |  | Armand Vetulani    | Armand Vetulani    | Armand Vetulani    | Armand Vetulani    | Armand Vetulani    | Armand Vetulani    |  |  |              |              |              |              |                    |                    |                    |                    |                    |                    |                 |                 | Wanda Vetulani   | Wanda Vetulani   | Wanda Vetulani   | Wanda Vetulani   | Wanda Vetulani       | Wanda Vetulani       |                      |                      |                      |                      | Zygmunt Vetulani          | Zygmunt Vetulani          | Zygmunt Vetulani          | Zygmunt Vetulani          | Zygmunt Vetulani          | Zygmunt Vetulani          |                      |                      | Grażyna Małgorzata Świerczyńska | Grażyna Małgorzata Świerczyńska | Grażyna Małgorzata Świerczyńska | Grażyna Małgorzata Świerczyńska | Grażyna Małgorzata Świerczyńska | Grażyna Małgorzata Świerczyńska |  |  | Krystyna Vetulani-Belfoure | Krystyna Vetulani-Belfoure | Krystyna Vetulani-Belfoure | Krystyna Vetulani-Belfoure | Krystyna Vetulani-Belfoure | Krystyna Vetulani-Belfoure |               |               | Jerzy Vetulani | Jerzy Vetulani | Jerzy Vetulani     | Jerzy Vetulani     | Jerzy Vetulani     | Jerzy Vetulani     |                    |                    | Maria Pająk     | Maria Pająk     | Maria Pająk     | Maria Pająk     | Maria Pająk     | Maria Pająk     |                |                |  |  |                 |                 |                     |                     | Witold de Nisau     | Witold de Nisau     | Witold de Nisau     | Witold de Nisau     | Witold de Nisau         | Witold de Nisau         |                                |                                |                                |                                |                                |                                |                  |                  |                  |                  |                  |                  |  |  |  |  |  |  |  |  |  |  |
|  |  | Armand Vetulani    | Armand Vetulani    | Armand Vetulani    | Armand Vetulani    | Armand Vetulani    | Armand Vetulani    |  |  |              |              |              |              |                    |                    |                    |                    |                    |                    |                 |                 | Wanda Vetulani   | Wanda Vetulani   | Wanda Vetulani   | Wanda Vetulani   | Wanda Vetulani       | Wanda Vetulani       |                      |                      |                      |                      | Zygmunt Vetulani          | Zygmunt Vetulani          | Zygmunt Vetulani          | Zygmunt Vetulani          | Zygmunt Vetulani          | Zygmunt Vetulani          |                      |                      | Grażyna Małgorzata Świerczyńska | Grażyna Małgorzata Świerczyńska | Grażyna Małgorzata Świerczyńska | Grażyna Małgorzata Świerczyńska | Grażyna Małgorzata Świerczyńska | Grażyna Małgorzata Świerczyńska |  |  | Krystyna Vetulani-Belfoure | Krystyna Vetulani-Belfoure | Krystyna Vetulani-Belfoure | Krystyna Vetulani-Belfoure | Krystyna Vetulani-Belfoure | Krystyna Vetulani-Belfoure |               |               | Jerzy Vetulani | Jerzy Vetulani | Jerzy Vetulani     | Jerzy Vetulani     | Jerzy Vetulani     | Jerzy Vetulani     |                    |                    | Maria Pająk     | Maria Pająk     | Maria Pająk     | Maria Pająk     | Maria Pająk     | Maria Pająk     |                |                |  |  |                 |                 |                     |                     | Witold de Nisau     | Witold de Nisau     | Witold de Nisau     | Witold de Nisau     | Witold de Nisau         | Witold de Nisau         |                                |                                |                                |                                |                                |                                |                  |                  |                  |                  |                  |                  |  |  |  |  |  |  |  |  |  |  |
|  |  |                    |                    |                    |                    |                    |                    |  |  |              |              |              |              |                    |                    |                    |                    |                    |                    |                 |                 |                  |                  |                  |                  |                      |                      |                      |                      |                      |                      |                           |                           |                           |                           |                           |                           |                      |                      |                                 |                                 |                                 |                                 |                                 |                                 |  |  |                            |                            |                            |                            |                            |                            |               |               |                |                |                    |                    |                    |                    |                    |                    |                 |                 |                 |                 |                 |                 |                |                |  |  |                 |                 |                     |                     |                     |                     |                     |                     |                         |                         |                                |                                |                                |                                |                                |                                |                  |                  |                  |                  |                  |                  |  |  |  |  |  |  |  |  |  |  |
|  |  |                    |                    |                    |                    |                    |                    |  |  |              |              |              |              |                    |                    |                    |                    |                    |                    |                 |                 |                  |                  |                  |                  |                      |                      |                      |                      |                      |                      |                           |                           |                           |                           |                           |                           |                      |                      |                                 |                                 |                                 |                                 |                                 |                                 |  |  |                            |                            |                            |                            |                            |                            |               |               |                |                |                    |                    |                    |                    |                    |                    |                 |                 |                 |                 |                 |                 |                |                |  |  |                 |                 |                     |                     |                     |                     |                     |                     |                         |                         |                                |                                |                                |                                |                                |                                |                  |                  |                  |                  |                  |                  |  |  |  |  |  |  |  |  |  |  |
|  |  |                    |                    |                    |                    |                    |                    |  |  |              |              |              |              |                    |                    |                    |                    |                    |                    |                 |                 |                  |                  |                  |                  |                      |                      |                      |                      |                      |                      | Agnieszka Vetulani-Cęgiel | Agnieszka Vetulani-Cęgiel | Agnieszka Vetulani-Cęgiel | Agnieszka Vetulani-Cęgiel | Agnieszka Vetulani-Cęgiel | Agnieszka Vetulani-Cęgiel |                      |                      | Maria Vetulani                  | Maria Vetulani                  | Maria Vetulani                  | Maria Vetulani                  | Maria Vetulani                  | Maria Vetulani                  |  |  | Charles Belfoure           | Charles Belfoure           | Charles Belfoure           | Charles Belfoure           | Charles Belfoure           | Charles Belfoure           |               |               | Marek Vetulani | Marek Vetulani | Marek Vetulani     | Marek Vetulani     | Marek Vetulani     | Marek Vetulani     |                    |                    | Tomasz Vetulani | Tomasz Vetulani | Tomasz Vetulani | Tomasz Vetulani | Tomasz Vetulani | Tomasz Vetulani |                |                |  |  |                 |                 |                     |                     |                     |                     |                     |                     |                         |                         |                                |                                |                                |                                |                                |                                |                  |                  |                  |                  |                  |                  |  |  |  |  |  |  |  |  |  |  |